# Globális felmelegedés

A felszínközeli levegő átlagos hőmérséklete 1880 és 2012 között. A fekete görbe az éves, a vörös görbe pedig az ötéves átlaghőmérséklet alakulását mutatja. A bázisidőszak az 1951-1980 évek átlaga

A legutóbbi 2000 év átlaghőmérséklete, különböző rekonstrukciók szerint

A legutóbbi év átlaghőmérséklete az északi félgömbön, különböző rekonstrukciók szerint

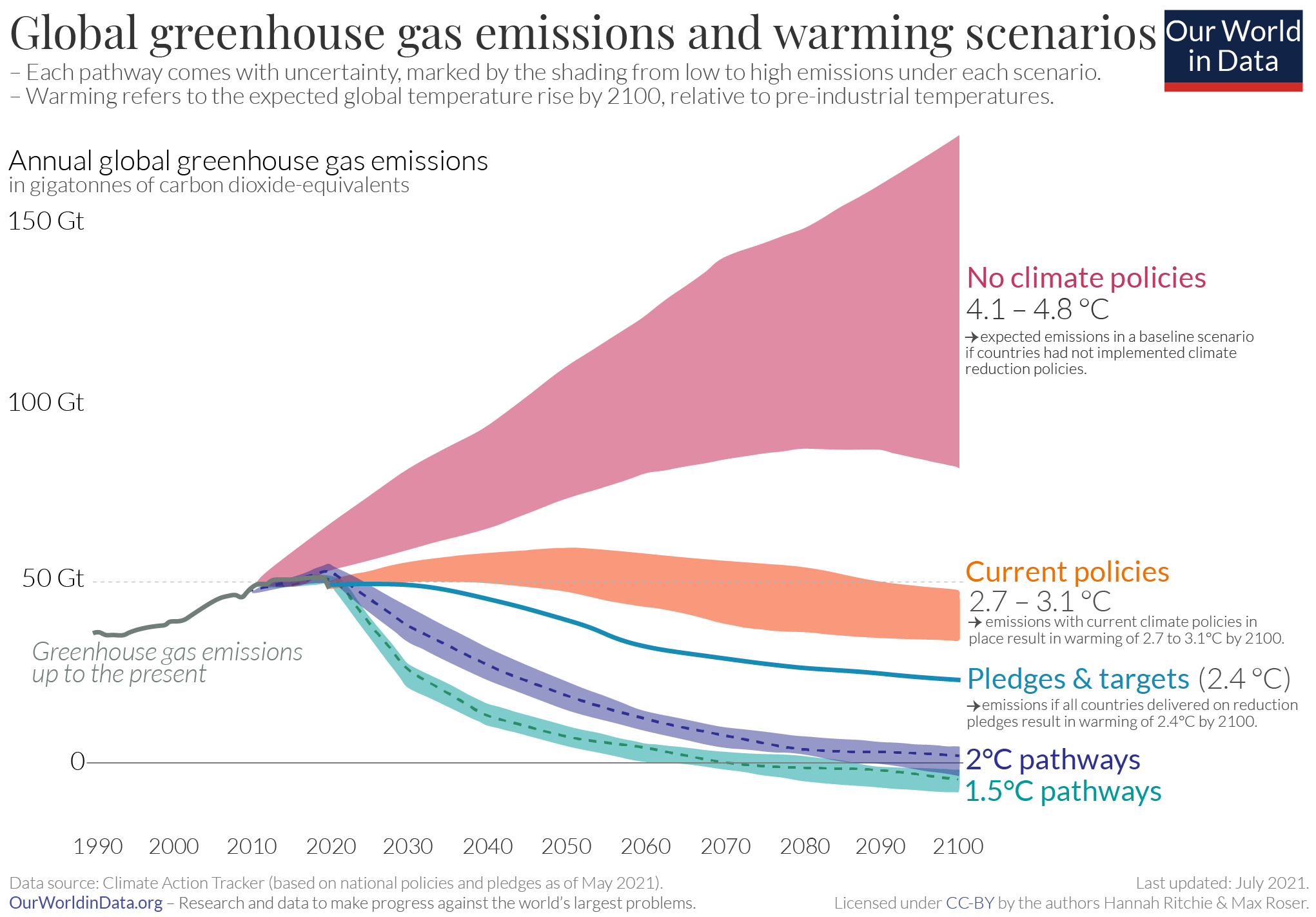
Az üvegházhatású gázok globális kibocsátásának lehetséges jövőbeli forgatókönyvei. Ha minden ország teljesíti a Párizsi klímamegállapodásban megfogalmazott jelenlegi kötelezettségvállalásait, akkor a becslések szerint az átlagos felmelegedés 2100-ig még így is jóval nagyobb mértékű lesz, mint a Párizsi Megállapodásban foglalt 2 °C alatti célkitűzés

A globális felmelegedés a földi klíma átlaghőmérsékletének hosszútávú megemelkedését jelenti, mely magában foglalja a felszíni vizek és a troposzféra hőmérsékletének emelkedését is. Az éghajlatváltozási keretegyezmény a globális éghajlatváltozás legfőbb okának az emberi tevékenységet nevezi meg. Az írott történelem előtti időkben is voltak globális felmelegedésben eltelt időszakok, ám ezek egyike sem volt olyan mértékben kiterjedt és gyors, mint a 20. század óta megfigyelhető felmelegedés, mely várhatóan még tovább gyorsul.
A klímakutatók között gyakorlatilag teljes a konszenzus abban, hogy a globális felmelegedést nagyrészt az emberi tevékenység általi üvegházhatásúgáz-kibocsátás okozza. A globális felmelegedés kapcsán kialakult tudományos konszenzus támogató nyilatkozatát 11 fejlett ipari ország tudományos akadémiája aláírta. Mark Lynas, a Cornell Egyetem vendégkutatója így fogalmazott: „Az ügy ténylegesen lezárult. A tudományos közösségben nincs már olyan tekintély, aki kételkedne az ember okozta éghajlatváltozásban.”
Bár a globális felmelegedés és a klímaváltozás fogalmát sok esetben szinonimaként használják, a két kifejezés nem ugyanazt takarja; globális felmelegedésnek a felszíni hőmérséklet antropogén hatások miatti globális emelkedését nevezik, míg a klímaváltozás magában foglalja a globális felmelegedést és annak hatásait, következményeit is, például a csapadékkal vagy a légmozgással kapcsolatos változásokat.
A jegesmedvék helyzetének javítása érdekében sürgős globális lépésekre van szükség az éghajlatváltozás mérséklésére. Ez magában foglalja az üvegházhatású gázok kibocsátásának drasztikus csökkentését, az energiahatékonyság növelését és a megújuló energiaforrások előtérbe helyezését. Ezen kívül fontos a természetvédelmi erőfeszítések fokozása, amelyek közvetlenül védik a jegesmedvék élőhelyeit és biztosítják a faj fennmaradásához szükséges feltételeket. Az éhezés és a táplálékhiány miatt a jegesmedvék fizikai állapota jelentősen romlik. Ez különösen veszélyes a nőstény jegesmedvékre nézve, akiknek az utódok világra hozása és nevelése érdekében nagy mennyiségű zsírra van szükségük. A rosszabbodó fizikai állapot és a táplálékhiány miatt kevesebb bocs születik, és az újszülöttek túlélési esélyei is csökkennek.

## A globális felmelegedés okai

A Föld-légkör rendszer energiamérlegében a 18. század közepe óta előidézett változások (sugárzási kényszer) és az egyes tényezők bizonytalansága a tudomány mai eredményei szerint. Ezeket a változásokat a melegedés miatt erősebb kisugárzás ellensúlyozza. (Forrás: James Hansen, IPCC, 2001)

Az éghajlat stabilitásához egyebek közt az kell, hogy a Föld légköréből annyi energia jusson ki, mint amennyi oda (főleg a napsugárzásból, kisebb részt a Föld belső hőjéből) bekerül. Természetes üvegházhatás nélkül a Föld felszínének átlaghőmérséklete a mai 14 °C helyett csupán ‒19 °C lenne. Az üvegházhatású gázok mennyiségének bármilyen változása befolyásolja a Föld-légkör-rendszer energiamérlegét, megváltoztatja az éghajlatot.
Az éghajlatra természetes és emberi tényezők is hatnak. A legfontosabb természeti hatások: a napciklus, a napállandó, a Föld pályaelemeinek változása, a lemeztektonika és a vulkáni tevékenység. A recens felmelegedés részletes okairól számtalan elméletet dolgoztak ki, de a tudományos szervezetek döntő többsége szerint a fő ok az üvegházhatású gázok koncentrációit növelő emberi tevékenység. Az IPCC Harmadik Értékelő Jelentése is ezt az álláspontot támasztja alá: 
„Új, a korábbinál erősebb bizonyítékok utalnak arra, hogy az elmúlt ötven évben megfigyelt melegedés döntő része emberi tevékenység eredménye. A változások mérését és a kiváltó okok meghatározását célzó tanulmányok egybehangzóan emberi eredetű hatást mutatnak ki az utóbbi 35–50 év éghajlati adataiban. E tanulmányok számolnak azzal a bizonytalansággal, amely az emberi eredetű szulfát aeroszolok és a természetes tényezők (vulkánok és a Napból érkező sugárzás) mint éghajlati kényszerek miatt jelentkezik, de figyelmen kívül hagyják a többi emberi eredetű aeroszol, továbbá a földhasználat változásainak hatásait. A szulfátok és a természetes tényezők a vizsgált időszakban hűtő hatásúak voltak, tehát nem magyarázhatják a felmelegedést; e tanulmányok többsége szerint az üvegházhatású gázok koncentrációinak növekedése már önmagában magyarázhatja az elmúlt ötven év felmelegedését, sőt, ennek alapján akár nagyobb felmelegedés is indokolt lett volna.”
A környezeti változások következményei azonban hosszú távon mutatkoznak meg. A Föld óceánjainak magas hőkapacitása miatti kiegyenlítő hatása és más közvetítő folyamatok lassúsága miatt a Föld éghajlata lassan követi az azt megváltoztatni akaró behatást. Emiatt még akkor is további 0,5 °C-os melegedésre kell számítanunk, ha az üvegházhatású gázok koncentrációja tovább nem emelkedik.
Az emberi eredetű üvegházhatást főleg a szén-dioxid, a metán és a dinitrogén-oxid idézi elő. A szén-dioxid mennyiségének változása korrelációt mutat a glaciális és az interglaciális periódusokban az átlaghőmérséklet változásaival. A kainozoikumi eljegesedés leghidegebb periódusában a koncentráció a 19. századinak a 70%-a volt (200 és 288 ppm). Az elmúlt száz év során 380 ppm körüli értékre emelkedett, vagyis abszolút értékben és arányában is (75%) többet nőtt, mint az elmúlt 21 000 év során összesen. A hőmérséklet emelkedése ezt csak lassabban tudja követni az óceánok nagy hőkapacitása és még inkább a sarki jég olvadáshője miatt.

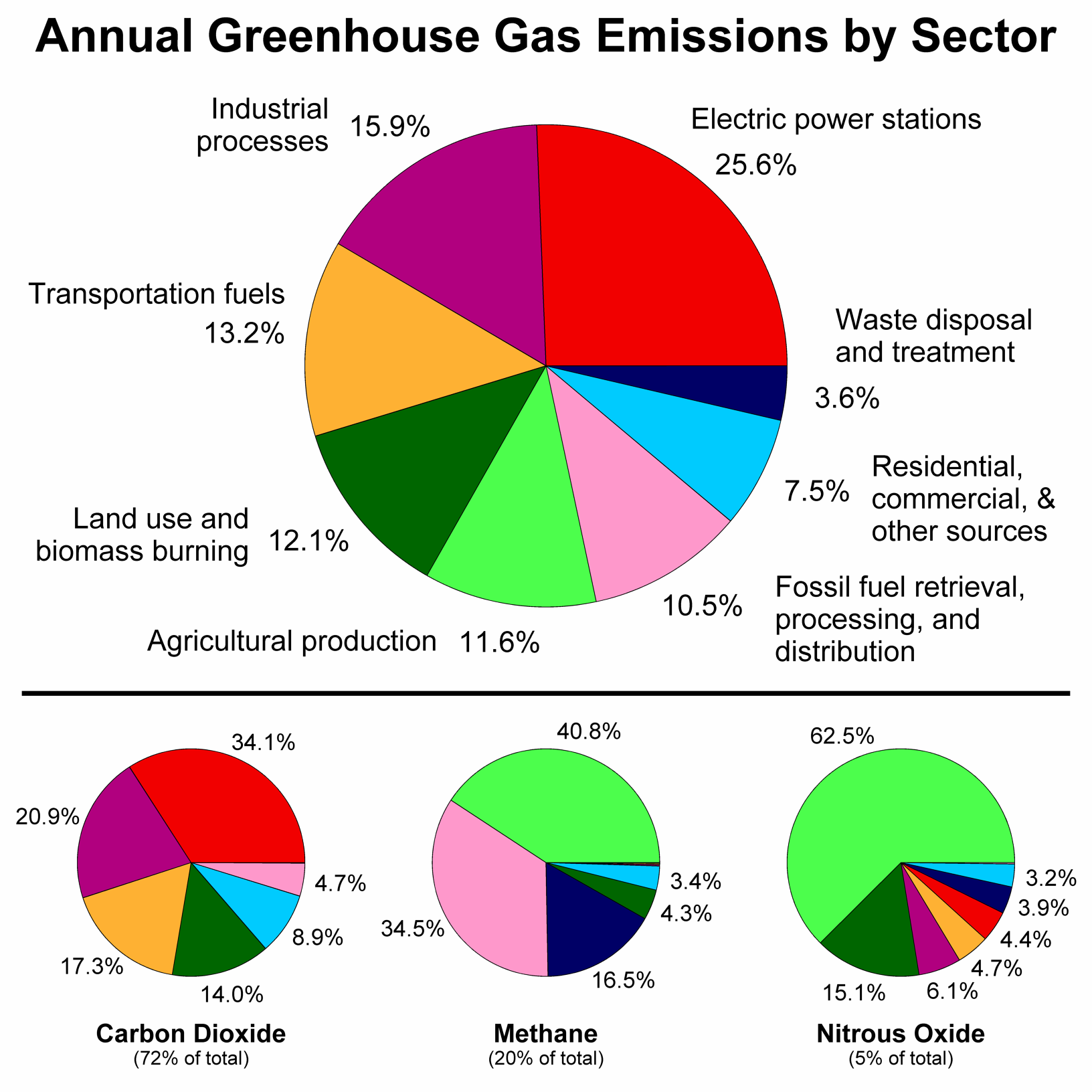
Üvegházgázok forrásonként

### Gázkibocsátás és gázelnyelés

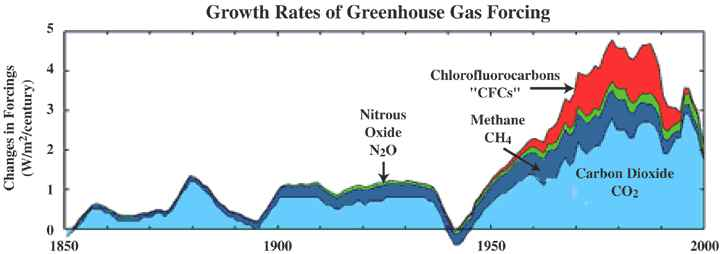
Az üvegházhatást okozó gázok mennyiségének aránya. A függőleges tengely a sugárzási kényszerben mért változásokat mutatja

A Napról hozzávetőleg 126 ezer TW energia érkezik a Földre, és a Föld is ennyit sugároz vissza a világűrbe. Az emberiség (világgazdaság) teljes primer energiafelhasználása 2000-ben 10,2 milliárd tonna olajegyenérték volt, ami 13,6 TW-nak felel meg, vagyis az emberi energiafelszabadítás a Föld teljes energiaforgalmának alig tízezred része. Ebből világos, hogy a globális felmelegedés oka nem lehet csupán az erőművekben felszabadított energia. A sugárzási viszonyok változása mellett a légkörben megnőtt az üvegházgázok mennyisége. Ezt tartják a globális felmelegedés emberi okai közül a legfontosabbnak.
Az üvegházhatás lényege, hogy az üvegházgázok a légkörbe belépő, és zömmel a látható fény tartományába eső napsugarakat nem nyelik el, a földfelszínről visszavert, nagyobb hullámhosszú infravörös sugárzás egy részét viszont igen. Ez a hőenergia az alsó légrétegekben marad. Ahogy nő az üvegházgázok koncentrációja, úgy egyre kevesebb hő távozik a világűrbe, az alsó légkör és a földfelszín pedig egyre inkább felmelegszik. A legfontosabb üvegházhatású gázok: a szén-dioxid (CO2), a metán (CH4), a dinitrogén-oxid (N2O), a kén-hexafluorid (SF6), a halogénezett szénhidrogének (CFC-k), és az alsólégköri (troposzferikus) ózon.

## Összességében
Összességében a globális felmelegedés nem csupán egy környezeti kihívás, hanem egy komplex és sokrétű probléma, amely az egész élővilágot, beleértve az embereket is, súlyosan érinti. A jegesmedvék küzdelme az éghajlatváltozás ellen szimbolizálja a bolygónkért és a jövő generációkért vívott harcot. Ha nem cselekszünk időben és hatékonyan, nem csak a jegesmedvék, hanem számos más faj és maga az emberiség is komoly veszélybe kerül.
Szén-dioxid

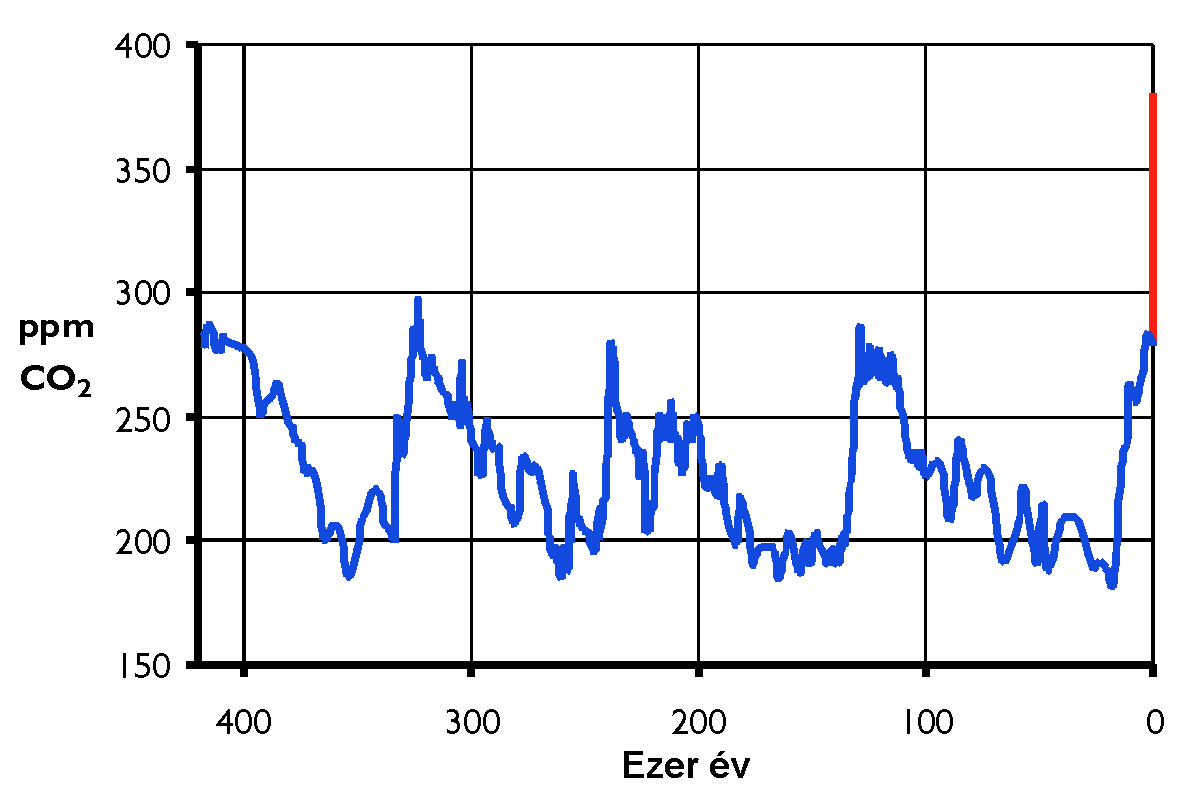
A kék görbe mutatja, hogy 417 000 év alatt soha nem lépte túl a légkör szén-dioxid-koncentrációja a 300 ppm értéket, azonban mint a piros görbén látszik, 1800-tól napjainkig meredeken növekedett, 380 ppm-ig.

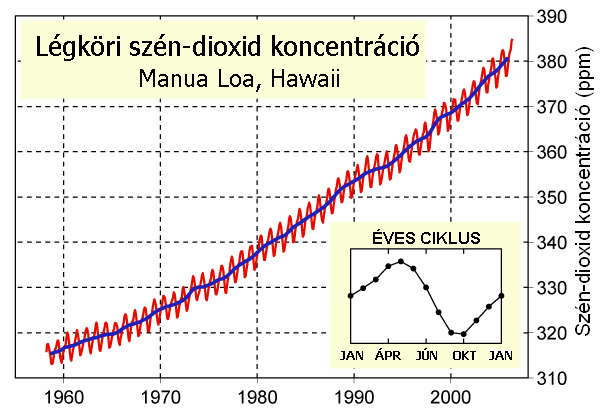
A légköri szén-dioxid-koncentrációt ábrázoló Keeling-görbe. A kisebbik grafikonon a szén-dioxid-koncentráció éves változása van feltüntetve. A mérések a Mauna Loa hegyen (Hawaii) készültek

Meteorológiai vizsgálatokból tudjuk, hogy a légkör szén-dioxid-koncentrációja a 21. század elején 383 ppmv (térfogat-milliomod). A geológusok kimutatták, hogy ez több, mint bármikor az előző 417 000 évben. Bár a természet körfolyamataiban hozzávetőleg harmincszor annyi szén-dioxid keletkezik, mint az ember tevékenységéből, az ember által okozott szén-dioxid-emisszió eléri a 20 milliárd köbmétert.
Ennek nagy része elsősorban a fosszilis tüzelőanyagok (kőolaj, földgáz, fekete- és barnakőszén, lignit) elégetése révén keletkezik. A kibocsátás további 15-20%-a a földterületek hasznosításában bekövetkező változásoknak, köztük az erdőirtásnak és fakitermelésnek tulajdonítható. Kisebb mennyiségű szén-dioxid szabadul fel a cement gyártása során. Ugyancsak növeli a szén-dioxid szintjét a légiforgalom, ez például Németországban 1980 és 1993 között megháromszorozódott. 1993-ban egyedül a német légiforgalom 19 millió tonna szén-dioxidot juttatott a légkörbe, ami a teljes német közlekedés szén-dioxid kibocsátásának 10%-át tette ki.
Az emberi tevékenység során légkörbe kerülő szén-dioxid-mennyiségnek csak a fele marad ott, a többi részben oldódik az óceánokban, részben a szárazföldi bioszférába kerül. A vegetáció, főként az északi félgömb mérsékelt égövi kontinentális területein, napjainkban nincs egyensúlyban a légkörrel, mert nettó szén-dioxid nyelőként viselkedik.
A szén-dioxid a természetes módon a légkörbe kerülő üvegházhatású gázok 9–26%-át jelenti, az emberi tevékenység miatti összes üvegházgáz-kibocsátásnak viszont mintegy 80%-át adja. Az IPCC 2001. évi helyzetjelentése szerint a világ szén-dioxid emissziójának – a főbb fogyasztói szektorok szerinti – megoszlása a következő: ipar: 43%, lakóépületek: 21%, egyéb épületek: 10%, közlekedés: 22%, mezőgazdaság: 4%.
Elsőként Charles Keeling klimatológus mérte meg a légköri szén-dioxid-koncentrációt a hawaii Mauna Loa hegy csúcsán az 1950-es években. Az eredményeket grafikonon ábrázolta, amit ma Keeling-görbének neveznek. A mérések 1958 és 2000 között folytak. A grafikonon megfigyelhető az ún. fűrészfog-effektus, aminek az északi félteke erdeiben zajló évszakos változás az oka. Az erdők ugyanis minden tavasszal hatalmas mennyiségű szén-dioxidot vonnak ki az atmoszférából, ami a Keeling-görbén a koncentráció visszaesésében jelenik meg. Az ősz beköszöntével növekszik a szén-dioxid-koncentráció, ami a lebomlással jár együtt. A Keeling-görbe azonban másra is rámutat: minden ősz végén kicsivel több szén-dioxid marad a légkörben, mint amennyi előtte volt. Charles Keeling úgy vélte, hogy ez a folytonos emelkedés egyértelműen a fosszilis tüzelőanyagok elégetésének a következménye.
A szén-dioxid által előidézett üvegházhatás okát sokáig nem ismerték fel a klímakutatók. A szén-dioxid a 12 mikrométernél hosszabb hullámhosszú elektromágneses sugárzást képes elnyelni, és ebben a hullámhossz-tartományban a teljes abszorpcióhoz már igen kis mennyiségű gáz jelenléte is elegendő. A laboratóriumi kísérletekben a koncentráció növelésével úgy tűnt, hogy nincs valódi különbség az elnyelt hőmennyiségre vonatkozóan. Ilyen eredmények mellett valószínűtlennek tartották, hogy a légkör összetételének kicsiny hányadát kitevő szén-dioxid hatással van a hőmérséklet növekedésére. A szén-dioxidot nem tekintették a klímaváltozásért egyedül felelősnek, hanem az általa megnövekedett vízpára általi pozitív visszacsatolási folyamatot tekintették a globális felmelegedés okának. Csak sokkal később ismerték fel a kutatók, hogy nagyon alacsony hőmérsékleten – mint például a sarkvidékeken vagy a magasabb légrétegekben – a hő vezetése éppen abban a hullámhossz-tartományban sokkal intenzívebb, ahol a szén-dioxid működése hatékonyabb.
Metán

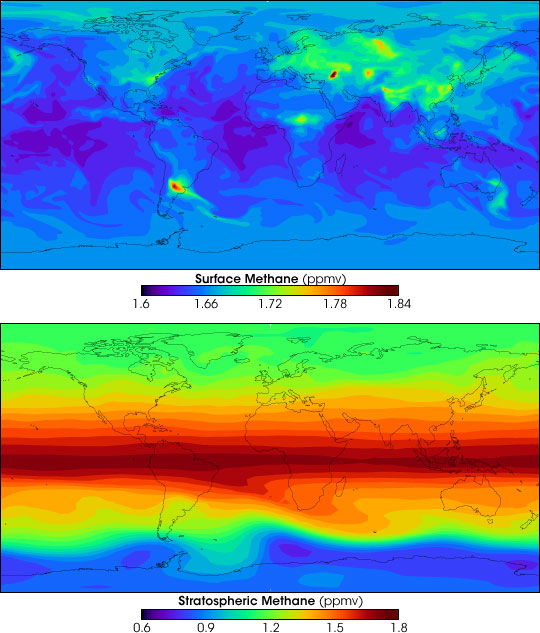
A földfelszíni (felső ábra) és a sztratoszférabeli (alsó ábra) metánkoncentráció két számítógépes modellben

A metán döntő része a légkörben zajló kémiai folyamatok során először szén-monoxiddá, majd szén-dioxiddá alakul. Az így keletkező szén-dioxid mennyisége azonban elhanyagolható az egyéb emissziókhoz képest. A metán kis részét a talajban lévő mikroorganizmusok megkötik. E két folyamat azonban nem képes ellensúlyozni a természetes és mesterséges forrásokból eredő mennyiséget, ezért a metán légköri koncentrációja napjainkban folyamatosan emelkedik. 2007-ben a légköri metán mennyiségének 60%-át az ember állítja elő.
Leginkább hulladéklerakókból kerül a metán a levegőbe, de a szennyvízkezelés, a fosszilis tüzelőanyagok égetése, a rizstermesztés, az állattenyésztés (a hígtrágya valamint a kérődzők bendőjében lévő erjesztőbaktériumok jelentős metántermelők. Egy szarvasmarha napi 100 liter metánt böfög ki emésztési folyamata során. A szennyvízkezelés és bizonyos ipari tevékenységek (szénbányászat, szivárgó földgázvezetékek) is hozzájárulnak a kibocsátáshoz. Az emberi eredetű metánforrások egymás közötti arányai a következők: energiaipar: 18%, rizstermesztés: 28%, állattenyésztés: 22%, biomassza tüzelése: 20%, hulladékdepóniák: 12%.
Az élő növényzet is termel bizonyos mennyiségű metánt. Egyes becslések szerint a szárazföldi növények esetében ez elérheti az évi 60-240 millió tonnát is, ami az éves légköri metántermelés 10-30%-át teszi ki. Ennek mintegy kétharmadát a trópusi területek adják, mivel ott képződik a legnagyobb mennyiségű biomassza. Az élő növényzet metántermelésénél lényegesen nagyobb az olvadó tundraövezet mocsári és tőzegláp-területeinek – eddig a permafroszt miatt minimális – jelentősen megnövekedett kibocsátása. Az olvadó területeken a metán mellett jelentős mennyiségű szén-dioxid is megjelenik, ezért olyan pozitív visszacsatolási folyamat alakulhat ki, amelynek egyik eleme a felmelegedést segítő gázok megnövekedése, aminek hatására újabb területek olvadhatnak meg, jelentősen növelve ezzel az üvegházhatású gázok légköri koncentrációját. Ilyen folyamat játszódhat le például a szibériai örök fagytőzegmocsarak megolvadásakor, aminek során akár 70 000 millió tonna metán is a légkörbe kerülhet. A metánkibocsátás csökkentésére tett első lépések egyike, hogy a mezőgazdaságban megkezdődött a depóniagáz és a biogáz nagyarányú hasznosítása.
Dinitrogén-oxid
A dinitrogén-oxid (N2O) légköri koncentrációja még a metánénál is alacsonyabb, de mivel hatékonyan nyeli el a földfelszín infravörös sugárzását, szintén fontos üvegházgáz. Legnagyobb mértékben természetes forrásból, a denitrifikációból származik. Ezt a forrást az ember felerősítette a légköri nitrogént megkötő haszonnövények termesztésénél használt nitrogéntartalmú műtrágya alkalmazásával. A műtrágyagyártáson kívül fontos dinitrogén-oxid források még a műanyagipar, a salétromsavgyártás, valamint a fosszilis tüzelőanyagok és mezőgazdasági hulladékok égetése. Bár a légkör magasabb részébe kerülő dinitrogén-oxid elbomlik az ultraibolya sugarak hatására, a folyamat nem képes egyensúlyozni a jelenlegi évi 16 millió tonnás emissziót.
Halogénezett szénhidrogének (CFC-k)

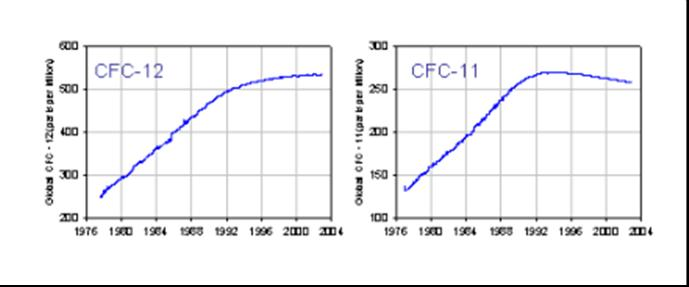
A CFC-12 és a CFC-11 gázok légköri koncentrációja. A függőleges tengelyen a CFC-gáz légköri koncentrációja van feltüntetve ppbv-egységben

Ezek közé a vegyületek közé tartoznak például a CHF3 és a CF3CH2F. Ezeket a gázokat az 1930-as években kezdték gyártani, többek között hűtő és légkondicionáló berendezésekhez. Később oldószerként az elektronikai iparban, habosítóanyagként és aeroszolos spray-k hajtógázaként hasznosították őket. Felmelegedést okozó hatásuk több ezerszerese a szén-dioxidénak. Széles körű használatuk magyarázata, hogy nincsenek hatással az emberi egészségre, mert ezek a gázok közömbösek, nem lépnek reakcióba semmilyen természetes vegyülettel. Ez az oka, hogy hosszú ideig tartózkodnak a légkörben: annak ellenére, hogy már kivonták a forgalomból ezeket a gázokat, még évezredekig ott lesznek a levegőben.
Kén-hexafluorid
A kén-hexafluorid (SF6) a polifluoroalkil (PFC) és a részlegesen fluorozott szénhidrogének (HFC) – melyek a klór-fluor-karbon vegyületeket (CFC) hivatottak helyettesíteni – gyártása során keletkezik.
Ózon
Az ózon (O3) nem csak az ultraibolya tartományban képes elnyelni a fotonokat, hanem az infravörösben is. Következésképpen fontos üvegházhatású gázként viselkedhet. Közvetlen forrásai nincsenek, a sztratoszférában kémiai folyamatok során keletkezik oxigénből ultraibolya sugárzás hatására. Míg az alacsonyabb légrétegekben (troposzféra) a nitrogén-monoxid, nitrogén-dioxid, szén-monoxid és a reaktív szénhidrogének napfény hatására bekövetkező kémiai folyamatokban képződik. Ezeket a gázokat indirekt üvegházhatású gázoknak is nevezik.
Az emberi eredetű üvegházhatású gázok légköri koncentrációja az 1990-es évekre elérte a valaha mért legmagasabb értéket, elsősorban a fosszilis tüzelőanyagok égetése, a mezőgazdasági tevékenységek, valamint a földhasználat átalakulása miatt. Az IPCC becslése szerint a levegőbe juttatott üvegházgázok 20%-a mezőgazdasági tevékenységek során szabadul fel: elsősorban a trágyázásnak, a szarvasmarha-tenyésztésnek és a rizstermelésnek tulajdonítható. További 14%-ért a földek hasznosításában bekövetkező változások a felelősek, például a növényzet kiirtása és elégetése. Ezek a változások legtöbbször új területek művelésbe vonásával járnak együtt.
Nagy bizonyossággal állítható, hogy a mesterséges eredetű gázok melegítenek. Az aeroszolok közvetlen hatása ugyan ellentétes, de ez a hatás kisebb mértékű az üvegházhatású gázok fűtő hatásánál.
Emberi eredetű aeroszolforrások
Az éghajlatot befolyásoló emberi hatások körébe tartoznak az emberi eredetű aeroszolok (por, korom, szulfátok) is, amelyek a napsugárzás egy részét visszaverik, illetve a magasabb légrétegekben elnyelik, ezáltal csökkentik a földfelszínre érkező sugárzásmennyiséget, s ily módon az üvegházhatással ellentétes hatást váltanak ki. Az emberi eredetű, elsősorban szulfát-aeroszolok ugyanakkor megváltoztathatják a felhőzet szerkezeti és sugárzás-átviteli jellemzőit is, ami közvetett módon ugyancsak klímaváltozáshoz vezet. A légköri aeroszoltartalmat a térfogati koncentráció, a kémiai összetétel, a részecskék alakja és méret szerinti eloszlása együttesen határozza meg. A légkör aeroszoltartalma elsősorban az iparosodott területeken és azok tágabb környezetében magas, így ezeken a területeken gyengítik a legerősebben az üvegházgázok okozta felmelegedést. Az aeroszoloknak azonban melegítő hatása is lehet, mivel egy részük elnyeli az infravörös sugarakat. Az aeroszolok légkörbe kerülésével közvetlenül összefüggő, direkt hatás (sugárzásszórás és -elnyelés) összességében hűtő hatású.
Természetes aeroszolforrások
A természetes aeroszolok nagy része elsődleges forrásokból, tehát közvetlenül jut a légkörbe. A sókristályok főleg az óceánokból származnak. A kontinenseken a sivatagokban a legtöbb az aeroszol – sivatagok a szárazföldek közel egyharmadát borítják. A bioaeroszolok közül a legjelentősebbek a pollenek, a spórák és a baktériumok. Az elsődleges aeroszolrészecskék közös jellemzője, hogy viszonylag nagyok (> 1 mikrométer).
A természetes aeroszolok kisebb része másodlagos forrásokból, azaz közvetetten kerül a légkörbe. Ezek magában a légkörben keletkeznek gázokból vagy illékony vegyületekből kémiai reakciók és a gázrészecskék átalakulása (kondenzáció) eredményeként. A legjelentősebb közülük a szulfátion, amely óceáni környezetben képződik az egyes algafajok által kibocsátott dimetil-szulfid fotokémiai oxidálódásával. A szervetlen aeroszolok közé tartozik még a természetes eredetű nitrogén-monoxidból ugyancsak kondenzálódással keletkező nitrátion.

#### Esőerdők irtása

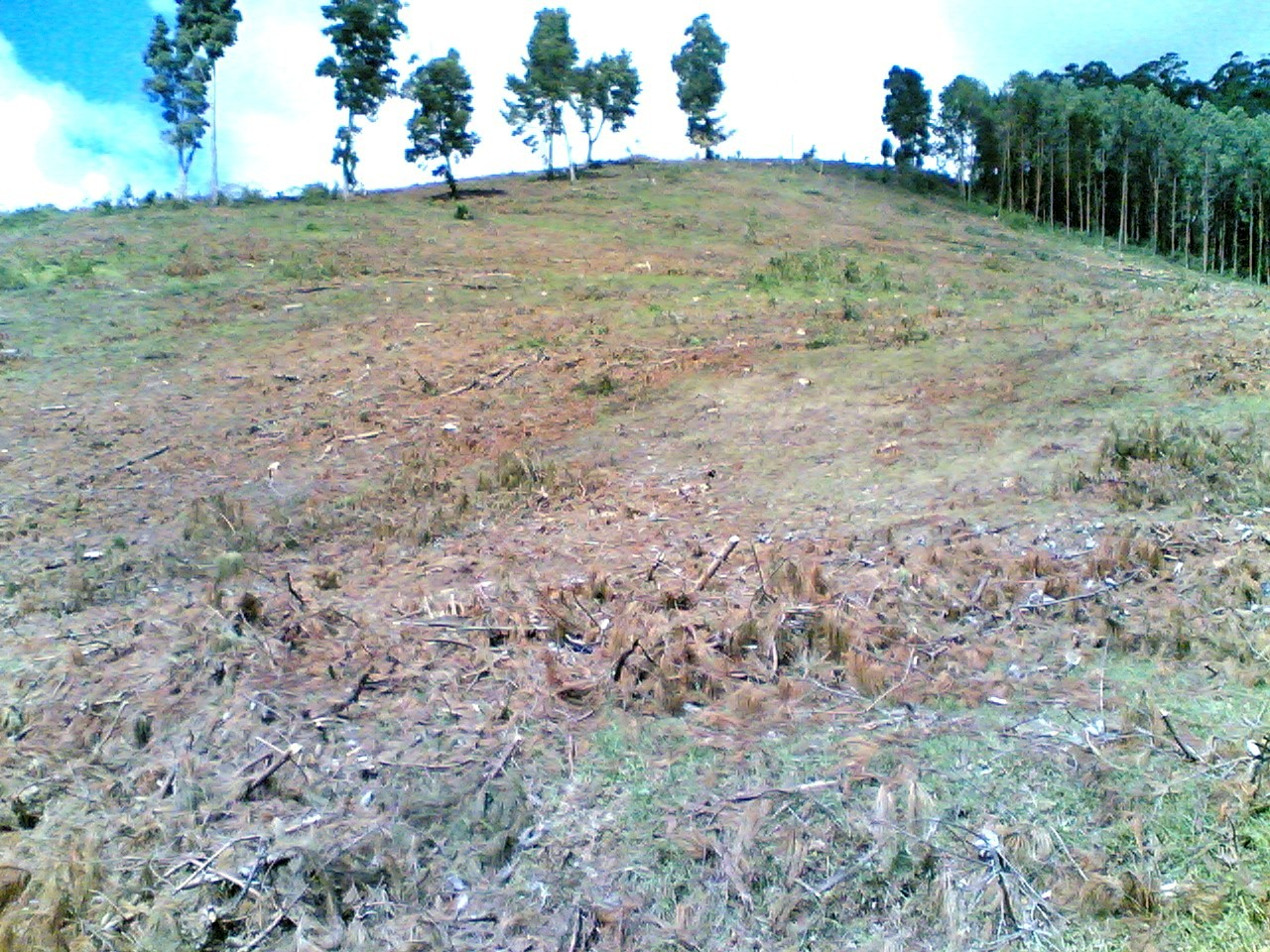
Erdőirtás Tanzániában

Az esőerdőket jelenleg óriási mértékben irtják, ami az üvegházhatás egyik fő okozója. Az őserdők égetéses irtása során az égéssel jelentős mennyiségű szén-dioxid jut a levegőbe. Amikor az erdőket kivágják és fölégetik, az elraktározott szén CO2 formájában kerül vissza a levegőbe. Az utóbbi 10-15 év során átlagosan évente 1 milliárd tonnával több szén-dioxid kerül a légkörbe. Az erdőirtás miatt keletkezett szén-dioxid mennyiségét a légkör teljes szén-dioxid mennyiségének egyharmadára becsülik. Az esőerdő fái a csapadékképzésben is fontos szerepet játszanak, ugyanis a gyökereiken keresztül magukba szívott talajvizet folyamatosan párologtatják, és az ebből keletkező esőfelhők az egész Földön szétterülnek, és még Észak-Európa fölé is eljuthatnak. Az esőerdők irtásával a nekik köszönhető csapadék- és felhőképződés is elvész a Föld számára, ami tovább növeli az üvegházhatást.
2030-ra az amazonasi esőerdő 55%-a elpusztulhat a mezőgazdaság, az állattartás növekedése, erdőtüzek, a szárazság és a fakitermelés jelenlegi üteme alapján. Az erdők eltűnése miatt az Amazonas-medencéből 55-97 milliárd tonna szén-dioxid juthat a légkörbe. A felső érték esetén ez több mint a világ kétévi üvegházhatású gáz kibocsátása.
Brazília az USA után a második legnagyobb szójatermelő a világon. A legnépesebb latin-amerikai országban a szarvasmarha-tenyésztés is robbanásszerűen bővül. Hatalmas erdőterületeket égetnek fel nap mint nap, hogy ültetvényekké vagy marhalegelőkké alakítsák őket. A letarolt erdőterületet általában először marhalegelőnek használják, majd szójával vetik be.
Az erdőégetés adja az ország összes üvegházhatású gáz kibocsátásának háromnegyedét – derült ki a közelmúltban egy, a brazil kormány által sokáig visszatartott jelentésből. [forrás?] Ezzel a dél-amerikai állam a világ legnagyobb légszennyezőinek sorába lépett. Kétszer annyi szén-dioxidot bocsátanak ki, mint az Amazonas-medence területén található összes többi ország – Peru, Bolívia, Kolumbia, Ecuador – együttvéve. Az éghajlatváltozás következtében tapasztalható csapadékcsökkenés és rendkívüli szárazságok miatt pedig egyre gyakoribbak az erdőtüzek, tovább növelve az erdőpusztulást.
Csak 2007 augusztusa és decembere között 3,2 ezer négyzetkilométer tűnt el a Föld tüdejének tartott őserdőből – állította [forrás?] Gilberto Camara, az Amazonas kiterjedését műholdak segítségével mérő brazil Nemzeti Űrkutatási Hivatal (INPE) vezetője.
A fakitermelés, felégetés miatt a régió éghajlata egyre szárazabb, növekszik a hőmérséklet, és csökken a csapadékmennyiség. Az amazóniai esőerdők klímaváltozásának, a terület feletti vízgőzmennyiség csökkenésének, és a felhőképződés megváltozásának globális hatásai vannak.
Az erdőirtás a fakitermelés, a mezőgazdasági területek növelése, az urbanizáció növekedése miatt világszerte gyorsul. A trópusi esőerdők égetése nemcsak az adott területen vezet ökológiai katasztrófához, hanem a felszabaduló szén-dioxid nagyban hozzájárul a globális felmelegedési válsághoz.
A világméretű ökológiai katasztrófa elkerülése érdekében le kellene állítani a további erdőirtást.

#### A sztratoszférikus ózon koncentrációjának csökkenése
Az ózonkoncentráció csökkenése közvetett hatással van a globális felmelegedésre. Az ózonmennyiség csökkenése ugyanis pozitív visszacsatolásokat eredményez a következő folyamatok segítségével:
1. A légkör alsóbb rétegeinek melegedésével párhuzamosan a sztratoszférában lehűlés megy végbe. Amikor a napfény nélküli sarki teleken a hőmérséklet a legmélyebbre süllyed, a száraz sztratoszférában a vízpárából felhők képződnek. Ezekben a felhőkben felhalmozódnak a CFC-gázokból származó klórvegyületek. Az ilyen vegyületekből tavasszal, a napsugárzás hatására felszabaduló instabil klóratomok a sarki nyár ideje alatt folyamatosan bontják az ózonmolekulákat. Ugyanígy a halonokból és a metil-bromidból származó bróm is romboló hatást fejthet ki.
2. Az ózonkoncentráció csökkenése miatt az UV-sugarak nagyobb intenzitással jutnak a troposzférába, ennek hatására olyan, a tengerfelszín közelében élő mikroszkopikus egysejtű növények pusztulása következhet be, amelyek az óceáni tápláléklánc alapját képezik. A tengerek planktonja így kevesebb szén-dioxidot tud kivonni a légkörből (emellett megbomlik a tengeri tápláléklánc is).
Az ózonkoncentráció csökkenéséért a légkörbe kerülő atomos klór, fluor és bróm a felelősek. Ezek az elemek főként a klórt és fluort tartalmazó gyorsan elpárolgó szénvegyületekkel, fluorkarbonokkal (CFC és HFC) kerülnek a levegőbe. A vegyületek a sztratoszférába feljutva az ultraibolya sugarak hatására elbomlanak, így felszabadulnak belőlük az ózonrétegre veszélyes elemek, amelyek gyorsítják az ózon bomlását.
Az ózonkoncentráció azonban természetes úton is folyton változik, és a jelenlegi antarktiszi „ózonlyuk” koncentrációja még mindig magasabb, mint a 19. század bármely pillanatának ózonkoncentrációja.

#### Légköri kémiai folyamatok
A légkörben zajló kémiai folyamatokban kitüntetett szerepe van a hidroxilgyöknek, ami szinte valamennyi anyag oxidációs folyamatában részt vesz: oxidálja a metánt, a szén-monoxidot szén-dioxiddá alakítja. Emiatt a szén-monoxid-kibocsátás növekedésével lassul a metán oxidációja, légköri felhalmozódása pedig felgyorsul. A szén-monoxid-emisszió csökkenése kedvező hatást gyakorol a metánkoncentráció alakulására. A hidroxilgyök az előbbieken kívül még számos reakcióban részt vesz, így a folyamatok vizsgálata csak bonyolult matematikai modellezéssel lehetséges.

#### Állattartás
Az állattartás a korábbi becsléseknél többel járul hozzá a klímaváltozáshoz. A húsevés közvetve felelőssé tehető a globális felmelegedésért, mivel a nagyüzemi állattartás következtében ennek egyik legfőbb okozója.
Az ENSZ Élelmezésügyi és Mezőgazdasági Szervezetének 2006-os számítása alapján a hús- és tejtermék célú állattartás a globális felmelegedés 18%-áért felelős. Azonban egyre világosabbá válik a tudósok előtt, hogy az állattartó ágazat ennél jelentősebb szerepet játszik.
Dr. Rajendra Pachaurinak, az ENSZ Éghajlatváltozási Kormányközi Testülete (IPCC) elnökének megjegyzése egy 2008 szeptemberben tartott előadás során a húsfogyasztás csökkentésének szerepéről a globális felmelegedés megfékezésében: „Mióta kitudódott, hogy ma itt előadást fogok tartani, számos e-mailt kaptam olyan emberektől, akiket tisztelek, amelyekben az áll, hogy a 18%-os adat alulbecslés; alacsony érték, és a valóságos adat sokkal magasabb.”

### Geológiai okok

#### A kontinensek vándorlása
A kontinensek vándorlását a Föld köpenyében a belső hőtermelés miatt kialakuló kőzetáramlások okozzák. A hőtermelésért részben a magban és köpenyben levő atomok radioaktív bomlása, részben a Nap és a Hold okozta árapályjelenség felelős, amely nemcsak a tenger vizében kelt hullámokat, hanem a köpenyben is alakváltozásokat, belső súrlódást és így végső soron hőt. A kontinensek elhelyezkedése jelentősen befolyásolja a Föld átlaghőmérsékletét. Ha egyetlen nagy kontinens jön létre, akkor a szárazföld belseje forróbb, szárazabb, sivatagosabb. Ha sok kontinens van, közötte óceánokkal tengerekkel, akkor összetetteb vízkörzés és légkörzés alakulhat ki, amely enyhítiti az egyenlítők és a sarkvidékek közötti, illetve a szárazföldek és tengerek feletti hőmérsékletkülönbségeket. Ha a sarkvidéken kontinens vagy nagyobb szigetek találhatók, akkor nagyobb lesz az eljegesedés, ami a Föld átlaghőmérsékletét is csökkenti.
A lemeztektonika az egyik oka ugyanakkor a vulkánosság kialakulásának is, ami szintén befolyásolja az éghajlatot.

#### Vulkáni tevékenység

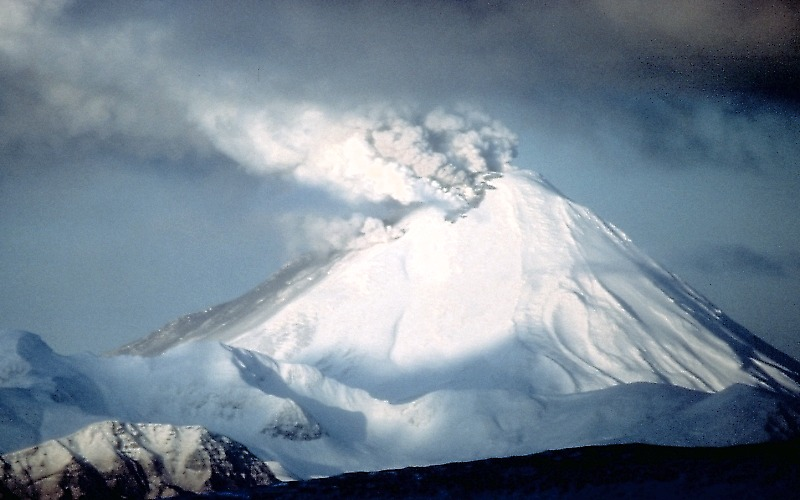
Vulkánkitörés, Kanaga (Alaszka), 1994

A globális felmelegedést visszájára fordító természeti okok közül a legjelentősebb a vulkáni tevékenység. A tűzhányók kitörésekor nagy mennyiségű vulkáni hamu, por és kén-dioxid jut a troposzférába. A por és a hamu idővel leülepszik, vagy az esők kimossák a légkörből, a kén-dioxid viszont a levegőben marad, és szétterülve megszűri a napsugarakat, csökkentve ezzel a földfelszín hőmérsékletét.
A vulkánok – beleértve a tenger alatti vulkanizmust is – éves szén-dioxid-kibocsátása 65–319 megatonnára tehető.

#### Óceáni vízkörzés
Wallace S. Broecker 1987-ben felvetette [forrás?], hogy az elmúlt százezer évben lezajlott éghajlati változásokért az óceáni vízkörzés valamely ágának átváltódásai felelősek. Elmélete szerint a hőmérséklet nagy ingadozásait az okozhatta, hogy akkoriban az óceáni szállítószalag két állapot között ingadozott. Az egyik ilyen állapotban rendben folyt a hő szállítása az észak-atlanti térségbe, a másikban viszont legyengült, leállt a cirkuláció, aminek következtében erősen csökkent ezen térség teljes hőbevétele. Ez a hipotézis összhangban van a grönlandi jégmintákból nyert azon adatokkal, melyek a hőmérséklet ingadozására vonatkoznak.

### Csillagászati okok

#### A napciklus

A napfoltok száma, a földfelszín hőmérséklete és a légkör szén-dioxid-koncentrációja. A vörös görbe a hőmérséklet változása Celsius-fokban, a sárga a napfoltok száma, a kék pedig a légkör szén-dioxid koncentrációja ppmv-ben. Utóbbit a hatvanas évekig tengerszinten, majd később a Mauna Loa hegyen (Hawaii) mérték

A Föld éghajlatát befolyásolja a napsugárzás, a napállandó, valamint az, hogyan hasznosul a beérkező energia a földi szférákban. Ha ezek bármelyike megváltozik, akkor változik a Föld energiamérlege és ezzel éghajlata is.
A megfigyelhető napfoltok száma és intenzitása változó, elhelyezkedésük egyenetlen; a változás ciklusa 11,2 éves. A napciklus minimumán csak néhány napfolt látható, sőt, időnként egy sem. Később az Egyenlítő két oldalán szimmetrikusan, magas szélességi körökön jelennek meg, és az Egyenlítő felé vándorolnak, miközben újabbak alakulnak ki. A napfoltok általában párokban jelennek meg a két féltekén, és környezetükben ellentétes a mágneses töltés előjele. A legtöbb napfolt a napciklus végén, az északi és déli mágneses pólus felcserélődésekor látható. A 11 éves, rövid periódusú cikluson kívül ismerünk egy hosszabb, 72-82,5 év között változó hosszú ciklust is. Archív adatokból arra következtettek, hogy ez a ciklus 1784 és 1867 között volt a leghosszabb (82,5 éves), az azóta kimutatott hét periódus egyre rövidebb.
Elsőként Knud Lassen (Dán Meteorológiai Intézet) hívta fel a figyelmet arra, hogy a napfolttevékenység ciklusa a jelek szerint szinkronban van a globális hőmérséklet változásával. (A napfolttevékenység intenzitását az elmúlt 1000 évre az antarktiszi és a grönlandi jégminták berillium-10 izotóp-tartalmából becsülik.) Elméletét más tudósok is próbálták alátámasztani, az 1970-es években a Nap aktivitásának megfigyeléséből kiindulva próbálták magyarázni a globális felmelegedést. Knud Lassen azonban 2000-ben beismerte, hogy az eredetileg őáltala felállított hipotézisnek vannak gyenge pontjai, s az Európai Geofizikai Társaság kongresszusán bejelentette, hogy az 1980 óta végbement drámai hőmérséklet-növekedés már szerinte sem magyarázható a napfoltokkal és a napfolttevékenység ciklusaival. Az IPCC szintén behatóan tanulmányozta a naptevékenységet, és arra a következtetésre jutott, hogy bár a XX. század első felében valamelyest nőtt a szoláris besugárzás mértéke, ez önmagában nem ad magyarázatot a tapasztalt hőmérséklet-emelkedésre.

#### A napállandó változása
A mérésekből kiderült, hogy a napállandó értéke időben változik, fluktuációja néhány tized Wm−2 értékű növekedést mutat. Erre több tudományos magyarázat is született. 1. A Nap energiasugárzása évmilliókban mérhető időskálán növekszik. 2. A Nap – életének egy korábbi szakaszában – kozmikus porfelhőn haladt keresztül, amely akár évmilliókig is eltarthatott, és időszakosan a napállandó értéke kisebb is volt a mainál. A napállandó értékében történő 1%-os csökkenés hatása a földfelszín átlaghőmérsékletének akár 0,7-0,8 °C-os csökkenését is maga után vonhatja.

#### A Föld pályaelemeinek nagy léptékű változása
Ezt az elméletet Milutin Milanković szerb meteorológus dolgozta ki az 1920-as években. Az elmélet lényege, hogy a Föld pályaelemei változást mutatnak: az excentricitás 100 és 410 ezer éves periódusokkal változik, a földtengely és a pálya által bezárt szög 41 ezer éves periódussal változik, ezen kívül a Nap és a Hold tömegvonzásából, valamint a Föld lapultságából eredő precesszió 26 ezer éves ciklust mutat. Ezek a változások hatással vannak a napsugárzás földfelszíni eloszlására. Ennek az elméletnek súlyos hiányossága azonban, hogy figyelmen kívül hagyja az üvegházhatást előidéző szén-dioxid légköri koncentrációjának csökkenését, következésképpen nem ad kielégítő magyarázatot a jégkorszakok létrejöttére. Emellett a földtörténet legnagyobb részén nem igazolható a Föld pályaelemeinek változásai és az éghajlat közötti összefüggés.

### Felmelegedési spirál, visszacsatolások

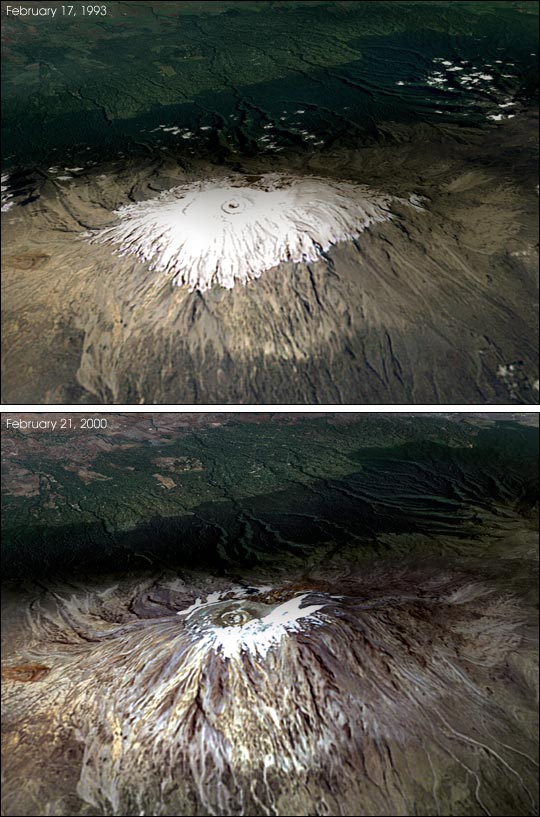
A Kilimandzsáró jégsapkájának visszahúzódása 1993 és 2000 között

A felmelegedési spirált a pozitív visszacsatolások okozzák. A legfontosabb ilyen folyamatok:
- A légkör megnövekedett szén-dioxid-koncentrációja az üvegházhatás miatt közvetlenül felfűti a levegőt, ami magasabb hőmérsékleten több vízpárát vesz fel. Ezzel növekszik a hőelnyelés mértéke is, ami a vízpára további felvételét idézi elő.
- A tengervíz és a fölötte elhelyezkedő légrétegek felmelegedésével fokozódhat a párolgás, vagyis nőhet a légkör vízgőztartalma. A vízgőz a leghatékonyabb természetes üvegházgáz. Ha az üvegházgáz légköri koncentrációja nő, felmelegedés következik be, aminek közvetett következményeként nő a légköri páratartalom és ezzel együtt tovább erősödik az üvegházhatás. Frank Wentz fizikus szerint ez a visszacsatolás már megkezdődött: a légköri vízgőz-koncentráció az 1990-es években 2%-kal nőtt. A légrétegek megnövekedett vízgőztartalma ugyanakkor negatív visszacsatolást is kiválthat. A felhők elnyelik az infravörös sugárzást és az elnyelt mennyiség arányában fejtenek ki melegítő hatást. Ugyanakkor visszatükrözik a napfény egy részét, így nagy mennyiségük gátolja a felmelegedést.[39][40] A vízgőz okozta visszacsatolás mértékét nehéz megállapítani, mivel a vízgőz – ellentétben a szén-dioxiddal – nem egyenletesen oszlik el a levegőben. A vízgőz (felhők formájában) a visszacsatolási folyamaton kívül fontos szerepet játszik a sugárzásegyenleg kialakításában. A nappali Föld felszínének közel felét árnyékoló felhők a napsugárzás több, mint ötödét verik vissza, mérsékelve a felmelegedést.
- A légkörben megnövekedett szén-dioxid-mennyiség felmelegíti a Föld felszínét, megolvasztja a jégtömböket. A jég fehér felületként veri vissza a Nap sugarait, és ahogy olvad, helyét a hőt lényegesen jobban elnyelő tenger vagy szárazföld foglalja el. Ettől gyorsabban olvadnak a jégfelületek, és öngerjesztő folyamat alakul ki.[41]
- A szén-dioxid koncentrációjának növekedése a talaj hőelnyelő képességére is hat. A talajban a szén igen finom egyensúlyban raktározódik, és már a hőmérséklet egy kis változása is elég ahhoz, hogy a talaj elkezdje kibocsátani a korábban elnyelt szén-dioxidot. Alacsonyabb hőmérsékleten lassabb a bakteriális bomlás, és az elhalt növényi részek széntartalma felhalmozódik a talajban. Ahogy a talaj felmelegszik, gyorsul a lebontás és szén-dioxid jut vissza a légkörbe.
- A szén-dioxid koncentrációjának növekedése fokozza az esőerdőkben a növények kilégzését (a transzspirációt). Amikor a növények kinyitják a leveleiken elhelyezkedő légzőnyílásokat (sztómákat), elpárologtatják víztartalmuk egy részét. A sztómák kinyitásával jutnak hozzá a légköri szén-dioxidhoz, és ezt a „kaput” pont addig hagyják nyitva, ameddig szükséges. Ha nő a légkörben a szén-dioxid mennyisége, az esőerdők növényei az átlagosnál tovább tartják zárva sztómáikat és ezért kevesebb vízpárát lélegeznek ki, ami egyesek szerint csökkenti a csapadék mennyiségét.
- Egy másik pozitív visszacsatolási folyamat során a globális felmelegedés hatására a metán-hidrátból metán szabadulhat fel. A metán-hidrát szilárd anyag, de instabil elegy, amely alacsony hőmérsékleten képződik a tengerek mélyén, a tengervíz keltette nagy nyomás alatt. A metán-hidrát létrejöttének alapvető feltétele a kellően vastag üledékréteg, amelyben a metán keletkezik. Ha ez az anyag kiszabadul a tengervíz nyomása alól, közvetlenül szublimál és szétoszlik a levegőben, üvegházhatást okozva gyorsítja a globális felmelegedés folyamatát.[42]

További fontos visszacsatolási folyamatok:
- Az El Niño jelenség és a légköri szén-dioxid-koncentráció: pozitív visszacsatolás.
- Az észak-atlanti vízsüllyedés és a légköri szén-dioxid-koncentráció: pozitív visszacsatolás.
- Vegetáció az arktikus övezetben és a légköri szén-dioxid-koncentráció: negatív visszacsatolás.
- Az arktikus övezet fagyott talaja és a szén-dioxid-koncentráció. E visszacsatolási folyamat jellegét ma még nem tudjuk egyértelműen meghatározni.

## Klímamodellek

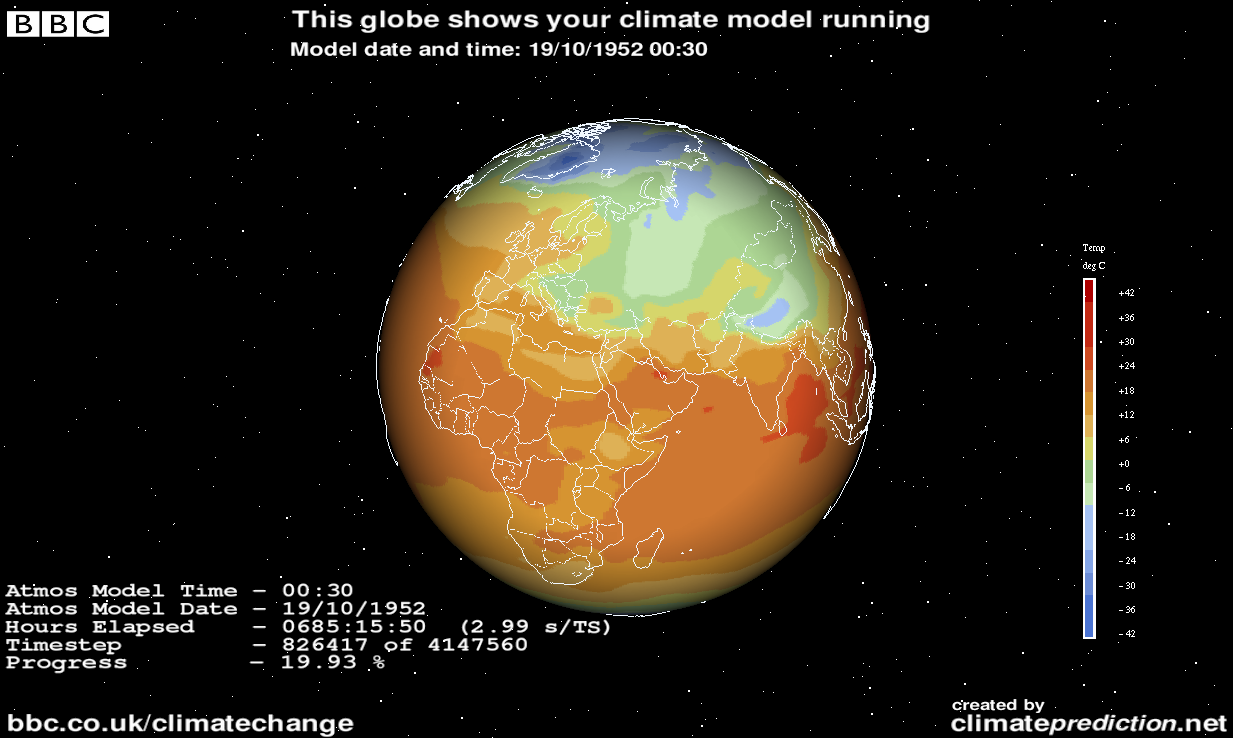
A ClimatePrediction.net projekt egyik klímamodellje

Az éghajlat modellezésénél a legnagyobb problémát az emberi befolyás és a természetes folyamatok által előidézett változások hatásának elkülönítése okozza. Az emberi tényező által előidézett változások szükségképpen növelik a természetes ingadozások mértékét, amelyek bizonyos fokig „elfedik” az emberi beavatkozást.
A globális éghajlati rendszer (légkör, óceán, szárazföld, krioszféra, bióta) dinamikus modellezésére alapvetően háromféle modellt használunk.
1. Hidrodinamikai modellek: A légkörben és az óceánokban bekövetkező változásokat együttesen figyelembe vévő modellek. A külső és a belső erők hatására létrejövő áramlásokat elemzik, amelyek kulcsszerepet játszanak az éghajlat kialakításában.
2. Numerikus modellek: Ezekben a modellekben a számításokat numerikus és közelítő módszerekkel végzik. A numerikus modellezés az alapvető fizikai törvényszerűségeken alapszik, melyek közül a legfontosabbak a tömeg-energia és az impulzusmomentum megmaradásának elve. Ezek a modellek szimulálják a légkör és az óceánok mozgását, becsléseket tesznek a légnyomás, hőmérséklet és a sűrűség várható értékeire.
3. Globális modellek: Ezek a modellek a Föld egész légkörére és az óceánok összességére vonatkoznak. A térben folytonos (légkör)fizikai állapotjelzők időbeli változását úgy kezelik a modellekben, hogy a mezőkre egy rácshálózatot illesztenek. A különféle matematikai számításokat ezután már csak a hálózat csomópontjaira, az úgynevezett rácspontokra végzik el. A globális modellek hátránya, hogy kicsi a térbeli felbontásuk, ezért a már két nagyságrenddel kisebb skálájú folyamatokat nem képesek vizsgálni. Használatuk ezért nem megfelelő az összetett domborzati viszonyokkal jellemzett területeken, vagy változó felszíntakarójú helyeken. Ezen régiók klimatológiájának megállapítása nagyobb felbontású módszereket igényel.
Egyéb modellek:
4. Regionális modellek: Ezek a modellek lényegében a globális modellek finomításai. Ezek kidolgozása jóval nehezebb a globális modellekénél.
5. Általános cirkulációs modellek (GCM – General Circulation Model). A háromdimenziós térben zajló légköri mozgásokat írják le. Tanulmányozzák a napsugárzás energiájának szféránkénti megoszlását, az energia hatását az éghajlati rendszer elemeire. Számításokat végeznek a hőmérséklet, csapadék, légnyomás és egyéb éghajlati változók értékeire vonatkozóan. Horizontális felbontásuk átlagosan 100–300 km. A legkomplexebb modellek, de ugyanakkor a legnehezebben alkalmazhatóak. Az ismertebb általános éghajlati modellek a következők: az 1990-es években Michel Déqué vezetésével kifejlesztett ARPEGE-Climate időjárás-előrejelző modell és az ebből kifejlesztett ALADIN-Climate modell. A Német Meteorológiai Szolgálat időjárás-előrejelző modelljéből, az „Europa Modell”-ből, regionális klímamodellezés céljára kifejlesztett REMO (Regional Modell). További fontos regionális modellek még a PRECIS, az ECMWF valamint a Special Report on Emissions Scenarios (SRES).

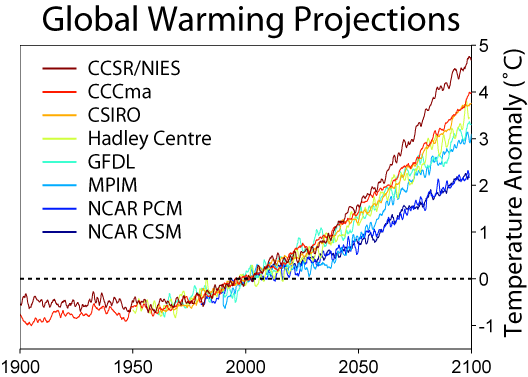
Az SRES A2 kibocsátási forgatókönyv szerint különböző intézmények által kalkulált hőmérsékletemelkedés 2100-ig. Eszerint a forgatókönyv szerint nem történnek lépések a kibocsátás csökkentése érdekében

6. Előrejelző modellek: Az előrejelző modelleknek több kritériumnak is meg kell felelniük. Figyelembe kell venniük, hogy az üvegházgázok ember általi kibocsátása változhat a jövőben, például a korlátozó rendszabályok miatt. Ezért az éghajlati modellekben is figyelembe kell venni a különféle emissziós forgatókönyveket, majd ennek megfelelően módosítani az előrejelzéseket. A modelleket nem csak az általános felmelegedésre kell alapozni, hanem figyelembe kell venni a különböző földrajzi régiókban az évszakonkénti változás jellegét is.
A hazai kutatások célja a távoli jövőre vonatkozó éghajlati előrejelzések készítése Európára, előrejelzések készítése gazdasági folyamatokra, népességszám-változásokra valamint éghajlati forgatókönyvek készítése. A „Magyarország éghajlatának dinamikai vizsgálata” nevezetű projektben (2005-2007) az Eötvös Loránd Tudományegyetem Természettudományi Kar Meteorológiai Tanszéke, a Pécsi Tudományegyetem, az Env-In-Cent Környezetvédelmi Tanácsadó Iroda Kft. és az OMSZ vesz részt. A projekt feladata regionális klímamodellek alkalmazásából áll.
Európában a Prágai Károly Egyetem, a Cseh Hidrometeorológiai Intézet és a Tudományos Akadémia dolgozik együtt klímamodellezéssel kapcsolatos kutatásokban, melyet Tomas Halenka vezet.

## A globális felmelegedés hatásai

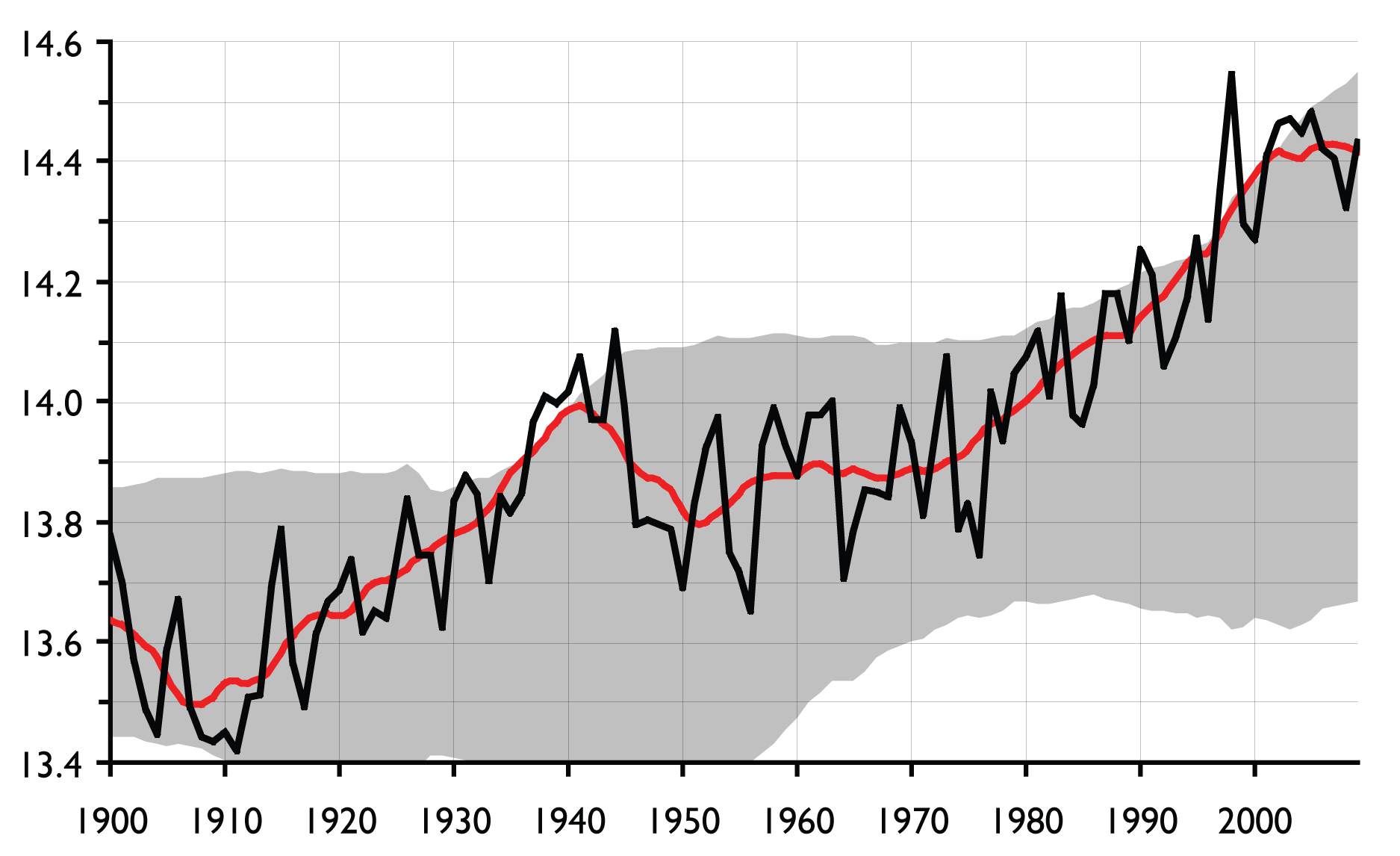
Az évi globális középhőmérséklet az elmúlt 125 évben. Az 1951–1980 közötti időszakban stagnálás, majd jelentős emelkedés figyelhető meg

Az IPCC kutatóinak általános előrejelzései szerint a szárazföldek hőmérsékletének növekedése nagyobb mértékű lesz, mint a tengereké, ami a napfényvisszaverő képességükkel magyarázható. Az Északi-sarkvidéken elsősorban a téli átlaghőmérséklet fog növekedni. Az éjszakai átlaghőmérsékletek növekedése meg fogja haladni a nappali középhőmérsékletekét. A közepes földrajzi szélességeken, vagyis Észak-Amerika és Európa nagy részén, továbbá Dél-Amerika egy részén nyáron több forró napra kell majd számítani. Az előrejelzések szerint több lesz a rendkívüli időjárási esemény, például tartós aszály és árvíz, s ezek hosszabb ideig tartanak majd. A hőmérséklet emelkedése fokozza a tengereken és a szárazföldeken a víz párolgását, ennek következtében több csapadékra számíthatunk. A déli óceánok körzetében azonban ez a csapadék nagyrészt hó formájában az Antarktiszon hullik majd, ami bizonyos mértékig – vagy teljesen – kompenzálja a vízszint emelkedését.
Nem csak a felmelegedés idéz elő változásokat; a fokozott energiaáramlás következtében felerősödhetnek a hóviharok is. Nagy helyi hőmérséklet-ingadozásokra számíthatunk; néhol a heves áradások erodálhatják a talaj felső rétegeit, míg máshol a talaj elsivatagosodására számíthatunk a szárazság miatt. Gyakoribb és erőteljesebb szélviharokra kell majd számítanunk, a tengerparti területeket elmoshatja az eső, ezzel egyidejűleg hatalmas kontinentális területek még jobban kiszáradnak.
| Legmelegebb 10 év adatai 1990 és 2006 között | Legmelegebb 10 év adatai 1990 és 2006 között | Legmelegebb 10 év adatai 1990 és 2006 között |
| -------------------------------------------- | -------------------------------------------- | -------------------------------------------- |
|                                              | Év                                           | Eltérés 1951–1980 átlagától                  |
| 1.                                           | 2005                                         | 0,63 °C                                      |
| 2.                                           | 1998                                         | 0,57 °C                                      |
| 3.                                           | 2002                                         | 0,56 °C                                      |
| 4.                                           | 2003                                         | 0,55 °C                                      |
| 5.                                           | 2006                                         | 0,54 °C                                      |
| 6.                                           | 2004                                         | 0,49 °C                                      |
| 7.                                           | 2001                                         | 0,48 °C                                      |
| 8.                                           | 1997                                         | 0,40 °C                                      |
| 9.                                           | 1995                                         | 0,38 °C                                      |
| 10.                                          | 1990                                         | 0,38 °C                                      |
| Forrás: NASA GISS                            |                                              |                                              |

Az alábbiakban felsorolunk néhány, a 20. században bekövetkezett ökológiai változást, amelynek a globális felmelegedés oka lehetett:
- 0,6-0,2 °C-kal növekedett a globális földfelszíni hőmérséklet, a szárazföldi területek jobban melegedtek, mint az óceánok.
- Nagyobb volt a hőmérséklet-növekedés, mint az elmúlt ezer év bármely évszázadában; az évezred legmelegebb évtizede az 1990-es volt. Ez azonban alig fél fokkal magasabb, mint a 15. századi átlaghőmérséklet. Ennek oka, hogy a 19. századig tartott a kis jégkorszak. Vagyis egy átlag alatti hőmérsékletű periódusban kezdtük meg a hőmérséklet-változások megfigyelését és a melegedést egy közismerten nagyon alacsony átlaghőmérséklethez viszonyítjuk.
- 1950 és 2000 között a földfelszín napi hőmérsékleti ingása csökkent a szárazföldön, az éjszakai minimumok kétszer olyan gyorsan emelkedtek, mint a nappali maximumok.
- Majdnem az összes szárazföldi területen csökkent a fagyos napok száma.
- Erőteljesebb lett a vízkörforgás, 5-10%-kal nőtt a csapadékmennyiség az északi félteke szárazföldjein, néhány kivétellel (észak- és nyugat-afrikai országok).
- Megnövekedett a nyári aszályok gyakorisága és súlyossága néhány területen (Ázsia és Afrika néhány országa).

### A Golf-áramlat

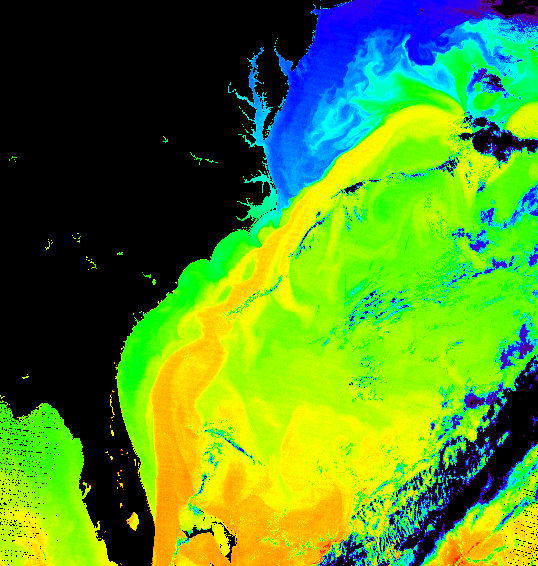
Az Atlanti-óceán hőmérsékleti eloszlását mutató képen narancssárga és sárga szín jelöli a Golf-áramlatot. Bal oldalon alul a Floridai-félsziget látható. Forrás: NASA

A globális felmelegedés okozta jégolvadás miatt hatalmas tömegű édesvíz kerülhet az Atlanti-óceánba, aminek következtében irányt változtathat, lelassulhat, vagy akár meg is szűnhet a Golf-áramlat. Emiatt több mint 10 °C-ot is csökkenhet Észak-Európa téli középhőmérséklete. A Golf-áramlatot a Grönlandi-tenger jég borította vizeiben végbemenő folyamat tartja mozgásban. Amikor a tengervíz kezd megfagyni, a folyékony halmazállapotban maradó víz sótartalma és sűrűsége megnő. A sűrűbb víztömegek lassan lesüllyednek a tengerfenékre, és útjukat a Déli-sark irányába veszik, lehetővé téve ezzel meleg víztömegek vonulását a trópusokról a sarkvidékek felé. A Golf-áramlat egyik eleme a gigantikus „szállítószalagnak”, amely átszeli az óceánokat az egyik sarkvidéktől a másikig. A Golf-áramlat, illetve meghosszabbításai jelentősen befolyásolják azon szárazföldi területek éghajlatát, amelyek közelében elhaladnak. Az észak-atlanti áramlat jóval melegebbé teszi Nyugat-Európa éghajlatát, és különösen az észak-európai teleket, mint amilyenek nélküle lennének. Például januárban Norvégia tengerparti területei átlagban mintegy 3 °C-kal melegebbek, mint az azonos szélességi fokon fekvő észak-kanadai kontinentális területek. Ha nagyobb ütemű jégolvadás miatt az Északi-sarkvidéken nagyobb tömegű édesvíz jut a tengerbe és felhigítja azt, akkor fokozatosan leállhat a sűrűbb víztömegek tengerfenékre való süllyedése, vagyis gyengülhet a Golf-áramlat. Egyes vélemények szerint a Golf-áramlat délebbre tolódása a következő néhány évtizedben már éreztetni fogja a hatását Észak-Európában, a nagy lehűlés pedig 200 év alatt következhet be.
Ez a modell azonban nem veszi figyelembe a fenékvizek mozgását és az általuk szállított hőmennyiséget, valamint azt, hogy a meleg sós víz még mindig sűrűbb, mint a hideg édesvíz, alábukását semmi sem akadályozza. Emellett a vízben konvekciós áramlatok mindig beindulnak, ezeket semmi sem akadályozhatja meg. Az észak-atlanti mélységi vizek jóval melegebbek, mint az azonos déli szélességeken, azonos mélységben mérhető hőmérsékletek. Az antarktiszi fenékvíz 1 °C hőmérsékletű rétege az északi szélesség 32. foka környékén is megtalálható mintegy 6000 méter mélységben. Az ilyen hőmérsékletű, antarktiszi eredetű vízrétegek ugyanis még éppen átbuknak a Rio-Grande-hátságon, majd a Ceara mélytengeri síkságon is. Ugyanakkor az arktiszi eredetű 0 °C hőmérsékletű fenékvízréteg éppen nem jut át a Dániai-szoroson a Reykjanesi-hátság és Rockall-pad együttes hatása miatt. Az 1-2 °C-os vízréteg van olyan magasságban, amely átbukik rajta, de kis mennyiségű lévén gyorsan elkeveredik – számottevő lehűlést nem okozva – az Észak-Atlanti-medence melegebb vizeivel. A Golf-áramlat melegebb vizei a délre tartó fenékáramlás miatt csak kis mértékben hatolnak be az arktikus térségbe, helyette nagy mélységbe – mintegy 4000 méteres mélységbe – bukik le a Dániai-szoros magaslatainak déli oldala mentén.
A hideg mélységi vizek hőcserélésben játszott szerepe az Atlanti-óceán déli felén tanulmányozhatók. Az áramlatok hatását az állandó jég határa nagyon jól kirajzolja. A déli irányú Brazil-áramlatot az erős Horn-foki-áramlat ellenereje leállítja, tehát melegáramlat nem jut el ide. Eme Horn-foki-áramlat ugyan hideg áramlatként van törzskönyvezve, mégis elegendő hőmennyiséget szállít ahhoz, hogy a Weddell-tenger keleti felén, túl a déli sarkkörön az állandó jégtől mentes rész alakuljon ki. Az állandó jég határa tökéletesen megmutatja azt a területet, ahová a Horn-foki áramlat nem jut el. E részt lezárja az Antarktisz-félsziget, a Déli-Orkney-szigetek, a Scotia-hátság, a Ligeti-hátság és a Déli-Sandwich-szigetek. Mire a Horn-foki áramlat ezeken túljut, elveszti erejét, és csak a Maud-fenékhegy által eltérített gyenge részlete jut el a Weddel-tengerbe. A Délkelet-Csendesóceáni-Nagymedence hasonlóképpen szinte betereli a hideg áramlatot a Ross-tengerbe, ahol nagy jégmentes öböl alakult ki.

### Tengerszint-emelkedés

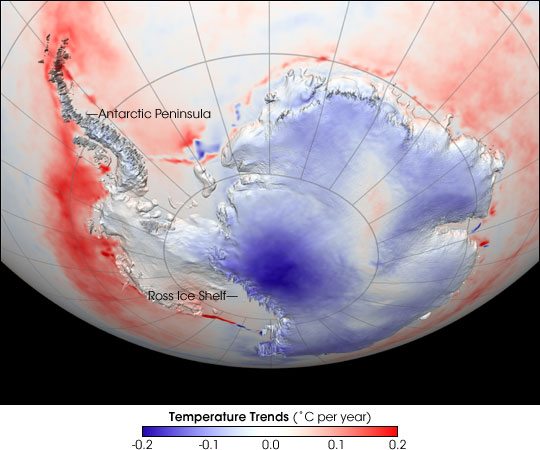
Hőmérséklet-változások az Antarktiszon

A jégtakaró olvadásának következtében egyesek tengerszint-emelkedést jósolnak. Ennek egyrészt az az oka, hogy a melegebb tengervíznek nagyobb a térfogata, másrészt a nem úszó típusú jég (szárazföldi jégtakaró) elolvad. A vízszintemelkedés elsősorban a kicsi szigetországokat és az alacsonyan fekvő tengerparti területeket (például Hollandia, Florida) érinti. Az éghajlat-modellezés egyik vezető intézménye, a Hadley Központ (Brit Meteorológiai Intézet) előrejelzései szerint 2080-ig 40 cm-rel fog emelkedni a tengerszint, abban az esetben, ha nem sikerül korlátozni az üvegházgázok emisszióját. Ez azt jelentené, hogy a jelenlegi 13 millióval szemben 94 millió embert fenyegetnének évenkénti áradások. Ez a legsúlyosabban Dél- és Délkelet-Ázsia tengerparti területeit érintené, ahol jelentősek a szökőárak hatásai. A Worldwatch Institute jelentése szerint a Jeges-tenger jégtakarójának össztérfogata 1970 és 2000 között 40%-kal csökkent, és néhány évtizeden belül a maradék jég is elolvadhat. Ez nem okozna tengerszint-emelkedést, mivel úszó típusú jégről van szó.
Egyes becslések szerint, ha Grönland összes jege elolvadna, hat méterrel nőne meg az átlagos tengerszint, ami azt jelentené, hogy Floridát és Hollandiát elöntené a tenger, Pekingből 20 millió, Sanghajból 40 millió, Kalkutta és Banglades területéről 60 millió embert kellene kiköltöztetni. Az Antarktisz jegének teljes elolvadásával 61 méterrel nőne meg a tenger szintje. Feltételezések szerint Kelet-Antarktisz jege külön fog válni Nyugat-Antarktisztól. Ha a körülbelül Grönland méretű Kelet-Antarktisz összes jege elolvadna, az újabb méterekkel növelné meg a tengerszintet. Veszélyeztetett helyzetbe kerülhetnek a Carteret-szigetek és az Északi-Fríz-szigetek Az ENSZ környezetvédelmi programja szerint a csendes-óceáni Kiribatihoz tartozó Tarawa-atollt már most evakuálni kell. Kiribati térségében már több kis szigetet is elnyelt a víz. A legnagyobb szigeten a part menti utak számára beljebb kellett új nyomvonalat kijelölni a tenger terjeszkedése miatt.
Más térségekben – például az Indiai-óceánnál – mintegy 30–50 cm-es vízszintcsökkenést lehet regisztrálni. A felmelegedés nem jár automatikusan a tengerszint emelkedésével. Ahogy melegszik az időjárás, nő a párolgás mértéke. Az óceánokból elpárolgó víz az általános légköri mozgásoknak megfelelően az Antarktiszon hó alakjában esik le. Az Antarktiszra eső hómennyiség nem kerül vissza a tengerekbe, ezért hatékonyan gátolja a vízszint emelkedését mindaddig, amíg az Antarktiszon hó esik és nem eső.

### Gleccserek olvadása

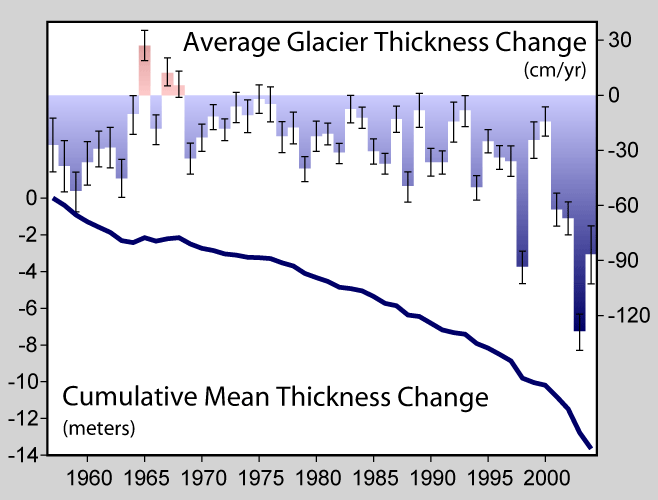
A gleccserek átlagos jégvastagságának évi változása

A globális felmelegedés következtében nem csak a sarki jég olvad, hanem a gleccserek is visszahúzódnak, sőt eltűnnek szerte a világon, mivel nyáron több jég olvad el, mint amennyi télen újra megfagy. Rohamosan olvadásnak indult a Boulder-gleccser, a Columbia-gleccser (Alaszka), az Upsala-gleccser (Patagónia), a Muir-gleccser (Alaszka), a McCall-gleccser (Alaszka), Place-gleccser (Kanada), Centralnij Tujujszujszki-gleccser (Kazakhsztán), Midre Lovenbreen-gleccser (Norvégia), Austre Broeggerbreen-gleccser (Norvégia), South Cascade-gleccser (USA). A perui Quelccaya-gleccser kiterjedése napjainkban tízszer olyan gyorsan csökken, mint tíz évvel ezelőtt, veszélyeztetve ezzel Lima 10 millió lakosának vízellátását.
A Glacier Nemzeti Parkban (USA) 1850 és 1979 között a jég területe 73%-kal csökkent. 2007-re csupán 27 gleccser maradt abból a 150 darabból, amit 1900 táján jegyeztek fel. 2007-re a gleccserek 90%-a elolvadt, derül ki Dan Fagre (az Egyesült Államok Geológiai Szolgálatának munkatársa) tanulmányából.
Az ENSZ tanulmánya szerint a Himalája gleccsereinek zsugorodása gyorsabb, mint a gleccsereké általában. Így 35 év alatt akár teljesen el is tűnhetnek, ami emberek százmillióira lehet katasztrofális hatással, mivel a Tibeti-fennsíkon hét nagy folyót táplál a Himalája jege, amely a világ népességének 40%-a számára biztosít ivóvizet, továbbá fontos szerepe van ezeken a területeken a termőföldek öntözésében. A hőmérséklet-növekedés hatására egyes gleccsertavak kiönthetnek. Ilyen a nepáli Tsho Rolpa gleccsertó, amelynek túlcsordulása hatezer ember életét fenyegeti. De előfordulnak ilyen, az újabb történelmi időben keletkezett tavak tucatszám a Himalája magasabb tájain.
A tényekhez hozzátartozik azonban, hogy az európai gleccserek évszázadok óta visszahúzódásban vannak. A 17–19. században a Rhone-gleccser többet húzódott vissza, mint az elmúlt száz évben. Ezen kívül ha a gleccser elolvad, a vízutánpótlás attól még nem szűnik meg. A gleccsereket a lehulló hó növeszti, ami ezután eső formájában éppúgy folyókban távozik a hegyekből.

### Szibéria jegének olvadása
Ha 5 °C-ot sikerül emelni a bolygó hőmérsékletén, akkor felolvad az összefüggő
jégtakaró a föld alatt Szibériában. Az ott található jég 10%-ban metánt tartalmaz; a vízmolekulák csapdába zárják a metánmolekulákat (klatrát-szerkezet). Ha mindez felszabadul (a jelenség Nyugat-Szibériában már zajlik), akkor összesen 450 milliárd tonna metán jut a légkörbe, ami rövid távon annak felel meg, mintha 23-szor annyi CO2 jutna ki, azaz amikor ez megtörténik a légköri viszonyok annak felelnek majd meg, mintha a CO2 koncentrációja 3900 ppm lenne.

### El Niño

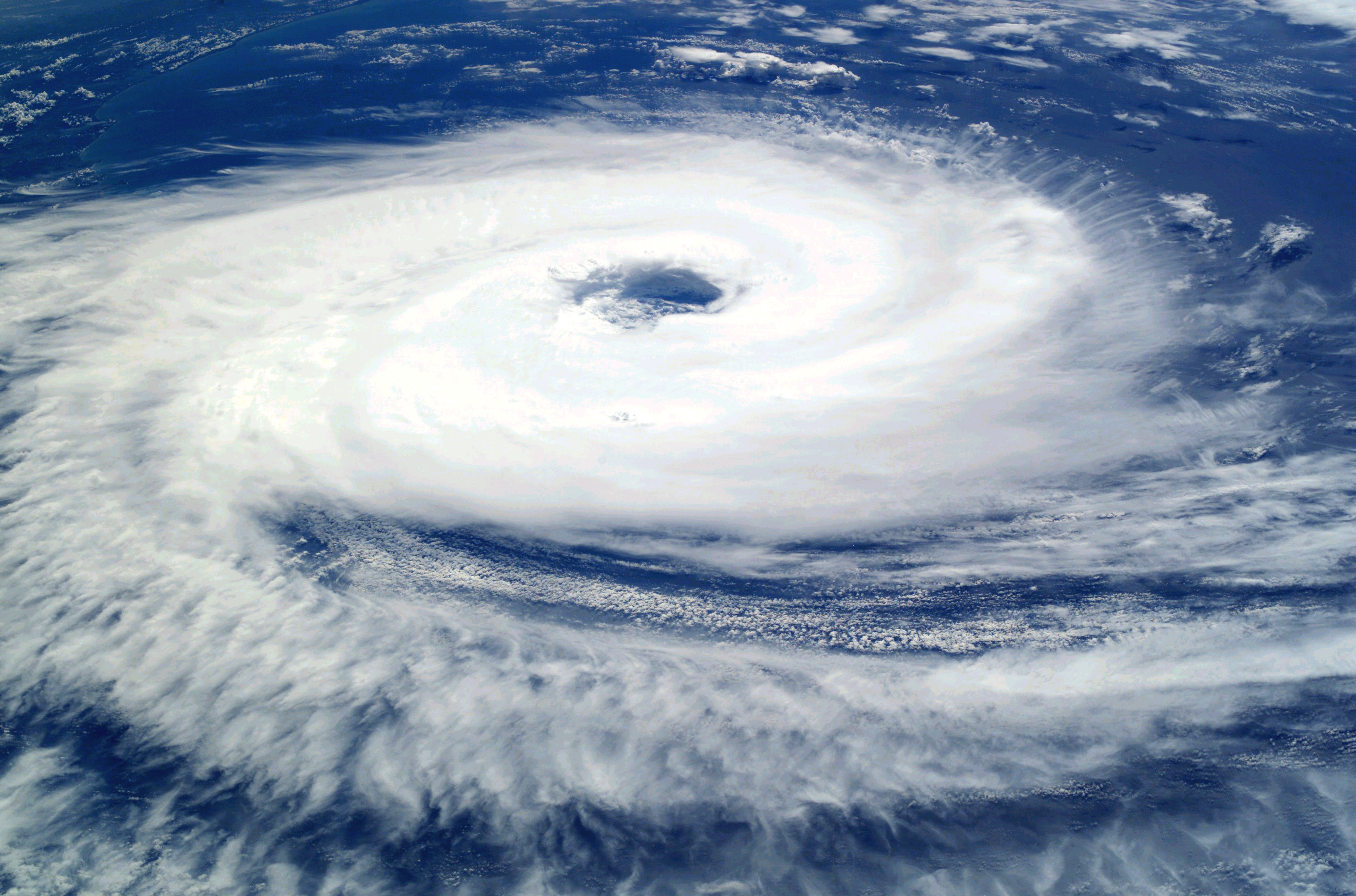
A Catarina hurrikán az Atlanti-óceán felett 2004-ben

El Niño-jelenségnek nevezik mindazokat az időjárási rendellenességeket, amelyek rendszerint Észak- és Dél-Amerika csendes-óceáni partjain viharokat és áradást, ezzel egy időben pedig Délkelet-Ázsiában és a Csendes-óceán nyugati medencéjében aszályokat idéznek elő. A jelenség akkor keletkezik, amikor valamilyen okból kifolyólag megjelenik a Csendes-óceánban egy nyugat-keleti irányú meleg tengeráramlás, amely elnyomja az Antarktisz felől érkező hideg Humboldt- ill. a Perui-áramlást. Ez a meleg áramlás olyan erős is lehet, hogy a mélyből a felszín felé tartó áramlatokat is megszüntetheti. A rendellenes tengeráramlás hatására fellépő rendellenes légköri jelenségek okozzák a szélsőségesen meleg időjárást szerte a világon. Ez az esemény rendszerint három-hét évenként ismétlődik. A kutatók szerint az El Niño hatásait a klímaváltozás felerősítheti, bár ez a feltételezés még nem bizonyított. Az adatokból arra következtettek a klímakutatók, hogy a Csendes-óceán viselkedése az elmúlt 100 évben atipikus, de nem mutatható ki egyértelműen, hogy mely tényezők befolyásolják. Egyes feltételezések szerint a globális hőmérséklet-növekedés hatására az El Niño sokkal rövidebb ciklusokban fog visszatérni. A jelenség okozta pusztítást az ökológiai károsodás és a szegénység is súlyosbíthatja. Példa erre a Mitch hurrikán, amely Hondurasban és Nicaraguában 1998 októberében körülbelül 11 ezer ember halálát okozta.

### Tavak kiszáradása
A Föld negyedik (Aral-tó) és hatodik (Csád-tó) legnagyobb édesvizű tava a kiszáradás közelébe került. Ugyanerre a sorsra jutott a Gairdner- és a Mackay-tavak. Az időszakos állóvizek egyre nagyobb hányada szárad ki (például a Poopó-tó). A kiszáradás oka lehet antropogén, mint a helytelen vízgazdálkodás (a mezőgazdaság nagyarányú öntözési igényei) és az üvegházhatású gázok emissziója miatti globális hőmérséklet-emelkedés, másrészt az emberi tevékenységtől független folyamat, gondolván a földtörténeti éghajlatváltozásokra.

### Biológiai hatásai

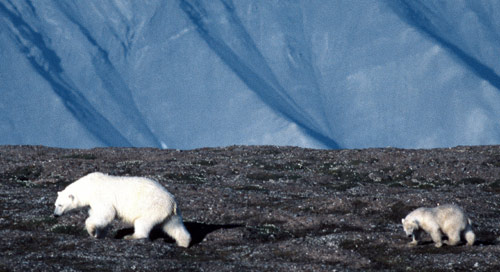
A jégmezők eltűnése számos faj kipusztulásával jár

A globális felmelegedés biológiai hatásai a jegesmedvék élőhelyén, a sarkvidéken jelentkeznek a legsúlyosabban. A jégmezők fokozatos olvadásával beszűkül a ragadozók vadászterülete, amelyek így nem juthatnak táplálékhoz. Mivel egyre nehezebben és egyre kevesebb zsákmányt tudnak ejteni, ezért nem tudnak megfelelő zsírréteget felhalmozni az ínségesebb időkre, ami a pusztulásukhoz vezet. A jegesmedvék alig kétmillió éve alakultak ki a szélsőséges éghajlathoz alkalmazkodó medveféléből. Ha megszűnik az őt létrehozó ökológiai fülke, akkor a jegesmedve törvényszerűen kipusztul.
Az északi tundrákon költő vándormadarak, például a nagy lilikek, fészküket a fagyott földekre rakják. A gyorsabb és nagyobb hőmérséklet-emelkedés következtében felolvad a fagyott talaj, ami számos fészekalj pusztulásához vezethet. Eközben a madarak nem tudnak új fészkelő helyet keresni és új vonulási stratégiát kifejleszteni. Emiatt a veszélyeztetett fajok a kihalás szélére kerülhetnek.
Egy adott földrajzi területre jellemző hőmérséklet meghatározza, hogy ott milyen lények maradnak életben. Ha ez az érték tartósan változik, akkor az élőlények élőhelye is változik. Ez néha – mint a jegesmedvék esetében – a kihalás esélyét növeli, néha pedig egy faj nagyobb elterjedését, ami sok esetben nem kevésbé negatív jelenség, mint a kihalás.
Mivel az átrendeződés nem egyszerre történik, előfordulhat hogy egy invazív élőlény az újonnan meghódított területen – természetes ellenség hiányában – túlzottan elszaporodik, az ottani ökoszisztémát jelentősen átalakítja, károsítja, amíg – idővel – be nem áll egy új egyensúly közeli állapot. Ez az élősködőkre, betegséget terjesztő állatokra is igaz, ami új – embereket és állatokat érintő – betegségek megjelenését is jelentheti. Ilyen például a kutyákat veszélyeztető szívféreg megjelenése Magyarországon.
Sok faj megváltoztatja életmenetének évszakos ciklusát, hogy ezáltal alkalmazkodjon a változó klímához. A fióka-gyűrűzési adatok elemzése bizonyítja, hogy sok hazai faj, de különösen a rovarevő énekesmadarak az elmúlt 70 év során jelentősen (egyes fajok 14-18 nappal) korábbra tolták költési idejüket.
Egy tanulmány kimutatta, hogy 18% és 35% közötti az esélye, hogy 1103 állat- és növényfaj 2050-re várhatóan kihal az éghajlatváltozás következtében, mert nem bírnak elég gyorsan alkalmazkodni az új körülményekhez. Tanulmányok dokumentálják a jelenlegi klímaváltozás során kipusztult állatfajokat. McLaughlin két megzavarodott lepke populációt jegyzett le. Parmesan biológiai tanulmányát, kutatási eredményeit lásd a külső hivatkozásoknál.

### Az óceánok savasodása és felmelegedése

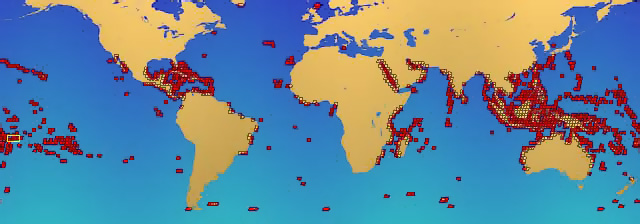
A Föld korallállománya

Az antropogén eredetű szén-dioxid-emisszió harmadát – naponta 25 millió tonnát – a tengerek nyelik el. Mivel a magasabb hőmérsékletű vízben a szén-dioxid rosszabbul oldódik, mint a hideg vízben, ezért az utóbbiak kémhatása jobban változik. A savas vízben a csigák, rákok, korallok, kagylók és tengeri sünök nem tudják kiválasztani a vízből a vázuk felépítéséhez szükséges karbonátokat. Becslések szerint az antarktiszi korallok vázkiválasztó képességének csökkenése 50-100 éven belül akár az 50%-ot is elérheti. A számos hal- és bálnafaj táplálékául szolgáló parányi szárnyascsigák, a pteropodák, könnyen az óceán savasodásának áldozatává válhatnak. Az óceánok savasodása mellett felmelegedésük is jelentős változásokat okoz. A korallok a vízhőmérséklet emelkedésének hatására kilökik szervezetükből az őket színező algákat, amelyeket addig befogadtak Ez a jelenség fehéredés néven ismert. Az ENSZ Környezetvédelmi Programjának jelentése szerint a világ korallállományának egyharmada már elpusztult. „A korallok fakulása a globális felmelegedés bizonyítéka” – állítja Edwin A. Hernández-Delgado tengerbiológus. A Puerto Ricóhoz tartozó Culebra-sziget vizsgált koralltelepeinek 97%-a fakult ki. 1998-ban – ami az eddigi második legmelegebb év volt – a világ korallzátonyainak 16%-a halt el.
A hőmérséklet növekedésével az elolvadt jégtáblák száma is nő. Emiatt fókapopulációk pusztulhatnak ki. Egyes becslések szerint 2000-ben 20 000 állat veszett oda a Kaszpi-tengerben. 2007 májusában 800 állat esett áldozatul a korai nyárnak.

### Hatások az emberi egészségre
A globális felmelegedés miatt jelentek meg a maláriát hordozó szúnyogok Kelet-Afrika olyan magasabban fekvő területein, ahol eddig alig fordultak elő. A Dengue-láz, sárgaláz, agyvelőgyulladás nagyobb mértékben terjed el. A vírusos agyhártyagyulladás ellen van védőoltás, ezt el kell terjeszteni, egyre több embernek kell megvásárolnia, kérni a háziorvosát, hogy juttassa ehhez a védőoltáshoz. Magyarországon ez a védőoltás nem tb-támogatott. Egészségügyi ellátószervezetre újabb feladatok hárulnak. Át kell gondolni a gyermekorvosoknak és a háziorvosoknak a gyógyszeres kezelést, hiszen a nagy melegben máshogy viselkednek a gyógyszerek, ha kiszárad a szervezetünk, az adott mennyiségű gyógyszernek a mellékhatásai felerősödnek.
Az esőzések sűrűbbé válásával, a kórokozót hordozó szúnyogok el fognak szaporodni, a maláriás időszak meghosszabbodik és nagyobb fertőzésekkel kell számolni. Mexikóvárostól egészen a Pápua Új-Guineai Hagen-hegyig, a hegyvidéki völgyek tekintélyes sűrűségű emberi populációt hordoznak. Egészséges, biztonságos hely ez mind, ahol a fertőzések és járványok majdnem ismeretlenek, amennyiben nem zsúfolódik össze nagyon nagy népesség. Közvetlenül alattuk – Új-Guinea esetében 1400 méter körül – hatalmas erdőségek terülnek el, melyekben senki nem él. Ez elsősorban a maláriának köszönhető, amely erőteljes a trópusok egyes részein, és képes visszatartani az emberi betelepülést is. A felmelegedés a közeli jövőben szabad utat fog engedni a maláriának és a kórokozót hordozó Anopheles szúnyogoknak a magasabb hegyvidéki völgyek irányába, ahol majd könnyedén csaphatnak le az emberekre, mert belőlük hiányzik a fertőzéssel szembeni ellenálló képesség.

### A GDP esése

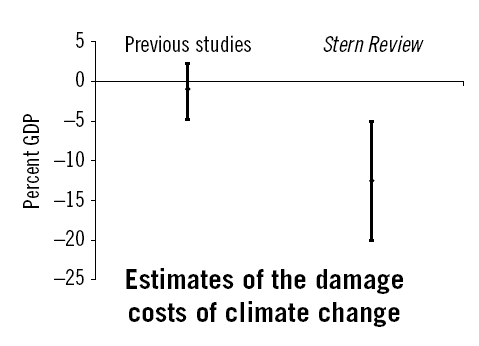
A Stern-jelentés a GDP jelentős visszaeséséről. A függőleges tengely a GDP százalékos változását mutatja

A közgazdászok között nincs egyetértés a felmelegedésből származó károk nettó gazdasági költségeinek összegéről – 3 és 95 dollár közötti összegeket említenek egy tonna szén-dioxidra vetítve. A Stern-jelentés szerint a GDP 1%-át is kiteheti a károk mérséklésének költsége, és ha ez elmarad, a legrosszabb esetben a globális GDP akár 20%-kal is csökkenhet.
Az ENSZ Környezetvédelmi Programja (UNEP) kiemelte a biztosítók, viszontbiztosítók és bankok kockázatát a szélsőséges és költséges időjárási események miatt. Más gazdasági szektoroknak (például a mezőgazdaságnak és a közlekedésnek) is szembe kell néznie a klímaváltozás következményeivel. Nagyobb veszélynek vannak kitéve a fejlődő gazdaságok, mint a fejlett világ.

### Mezőgazdaság
A klímaváltozás és a mezőgazdaság szoros kölcsönhatásban áll egymással. A globális felmelegedés jelentős és egyre növekvő mértékben kihat a mezőgazdaságra. Az üvegházhatású gázok – mint például a szén-dioxid, a metán – a koncentrációja az atmoszférában nő. Egy amerikai felmérés 23%-ra, míg egy másik, szintén amerikai felmérés 12,5%-ra teszi, hogy a mezőgazdaság milyen arányban járul hozzá a felmelegedéshez.
A Föld lakossága átlépte a 7 milliárdot, 2050-re egyes becslések szerint 9 milliárdan fognak élni a bolygón. A víz és az ökoszisztéma készletek rohamosan fogynak a túlhasználat miatt, a mezőgazdasági termés és termelékenység szintén csökken, hiszen a klímaváltozás sok helyen kiégeti a termést, illetve nem jut a termőtalaj a hosszúra nyúló nyarak miatt megfelelő mennyiségű csapadékhoz.
Christopher Field (Stanfordi Carnegie Intézet), valamint David Lobell, a (Lawrence Livermore National Laboratory) kutatója felmérést végzett, az 1980 és 2002 közötti időszakot vizsgálta, amikor a globális átlaghőmérséklet 0,7 °C-ot emelkedett. Eredményük a következő: minden fél fokos átlaghőmérséklet emelkedés 3-5%-os terméshozam-csökkenést von maga után.
A felmelegedés ugyanakkor korábban nem erdősült (túl hideg) területek erdősülését is lehetővé teheti, így a boreális erdők területe vélhetően növekedni fog a tundra rovására.

### A Kárpát-medence helyzete
A Kárpát-medencében az éghajlatváltozás hatásának megítélésekor lényeges, hogy a terület a nedves óceáni, valamint nyáron a száraz, télen a nedves mediterrán éghajlati területek határán helyezkedik el. Ebben a térségben az éghajlati övek kisebb eltolódása is komoly következményekkel jár a fizikai-földrajzi tényezők, a nagytérségű légkörzés illetve a teljes légkörzés hatásának változására nézve. Egyelőre még nem tudunk a globális változás vizsgálatára alkalmas eszközökkel megbízhatóan előre becsülni. Ennek az az oka, hogy az óceán-légkör modellek tényleges felbontása nem elegendő ahhoz, hogy a legkisebb csapadékhozókat és az időjárási frontokat regionálisan modellezni lehessen.

### Magyarország

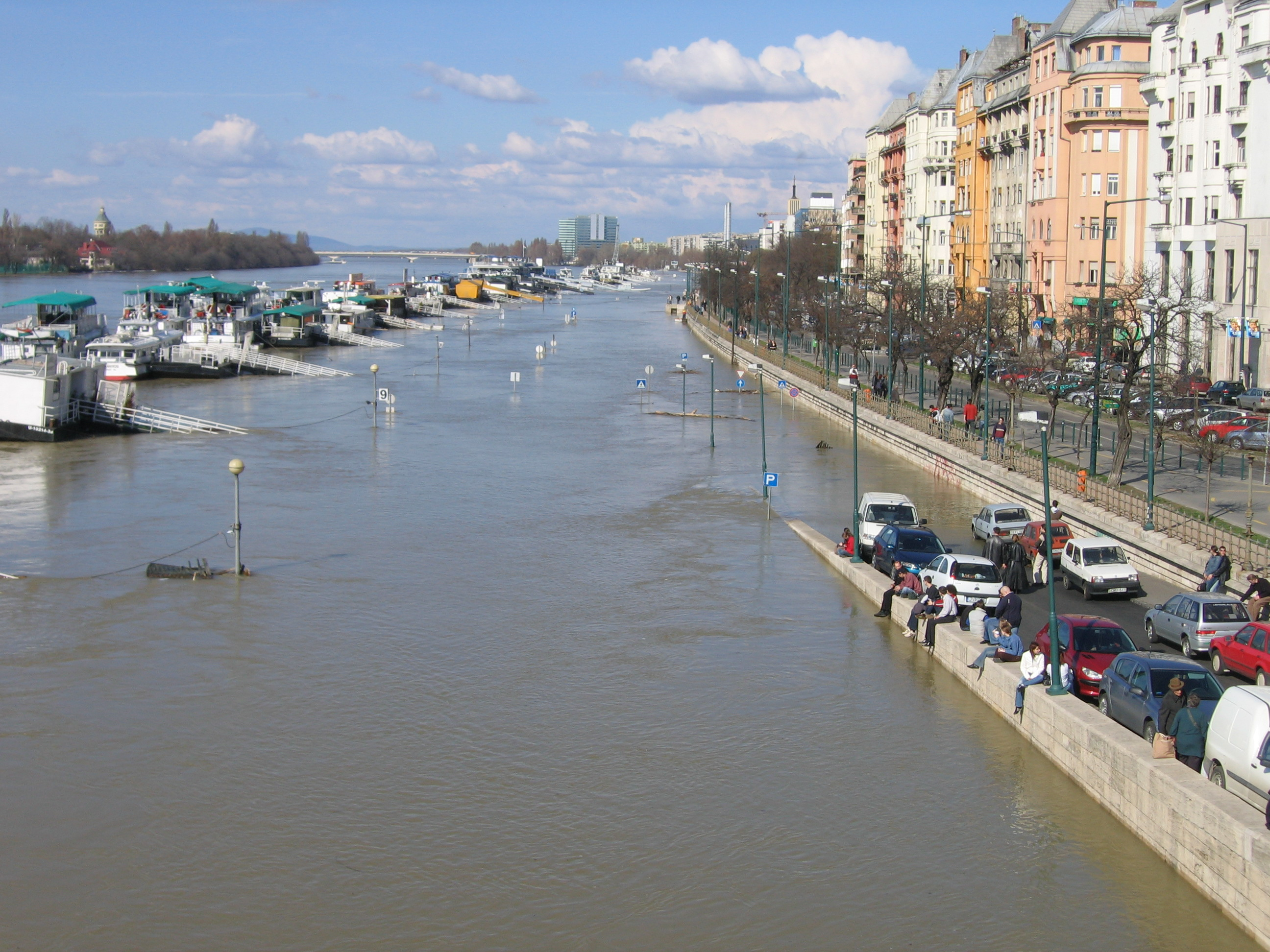
A Duna tetőzése Budapesten 2006 áprilisában

2012-ben járt le a Kiotói egyezmény, amely Magyarországnak 6%-os kibocsátás-csökkentést tesz kötelezővé, hat üvegházhatást okozó gázra vonatkozóan, a 2008-2012-es évek átlagában. Ezt az egyezményt az ország 2002-ben ratifikálta. Az 1985-1987-es bázisidőszakhoz kell a csökkentéseket mérni. Az Európai Környezetvédelmi Ügynökség és az Országos Meteorológiai Szolgálat adatai szerint Magyarország a bázisidőszakban szén-dioxid-egyenértékben kifejezve átlagosan 115,571 millió tonnát bocsátott ki évente. 2005-ben csak 80,219 millió tonna került a levegőbe Magyarországról, ez 30,6%-os csökkenés, azonban figyelembe kell venni, hogy a bázisidőszak óta a magyar nehézipar jelentősen visszaszorult.
Ürge-Vorsatz Diána, az ENSZ-jelentés készítésében részt vevő Közép-európai Egyetem docense kijelentette, hogy ökológiailag Magyarország a legmagasabb sérülékenységi területbe tartozik. A magyarországi átlaghőmérséklet növekedése majdnem másfélszer gyorsabb a globális klímaváltozás mértékénél.
A hirtelen lezúduló eső nagyobb károkat fog okozni a jövőben. Az árvizek erősödésének orvoslására a magyar tudósok az Új Vásárhelyi-terv megvalósítását szorgalmazzák. Magyarország világszinten az üvegházhatású gázok kevesebb, mint 0,5%-ának kibocsátásáért felelős, ugyanakkor Magyarországot erősen sújtja a felmelegedés, egyre szárazabbá válik az éghajlat.

Aszályhelyzet
2006-ban Európában Magyarországot tekintették a legveszélyeztetettebbnek. A klímaváltozás következtében évek óta jelentősen lecsökkent az átlagos csapadékmennyiség.
A Duna–Tisza közi homokhátságon a talajvízszint jelentős mértékben, helyenként 6-7 méterrel. Optimális öntözés hiányában mintegy 10 ezer négyzetkilométer nagyságú területet fenyeget az elsivatagosodás.

### A klímaváltozás hatása Magyarország éghajlatára
A közelmúltban felgyorsuló tendencia eredményeként érezhetően mediterrán típusúvá kezd válni hazánk időjárása: Hosszú, forró és száraz nyarak, rövid, enyhe valamint hóban szegény telek, a tavasz és az ősz lerövidülése, a növekvő évi átlaghőmérséklet és napfénytartam mellett a gyakori aszályos időszakok között ritkán lehulló, néha azonban nagy mennyiségű – következményeként egyes térségekben akár villámárvizeket is okozó – eső jellemzik.

## Klímapolitika: A globális felmelegedés mérséklése és alkalmazkodás a globális felmelegedéshez

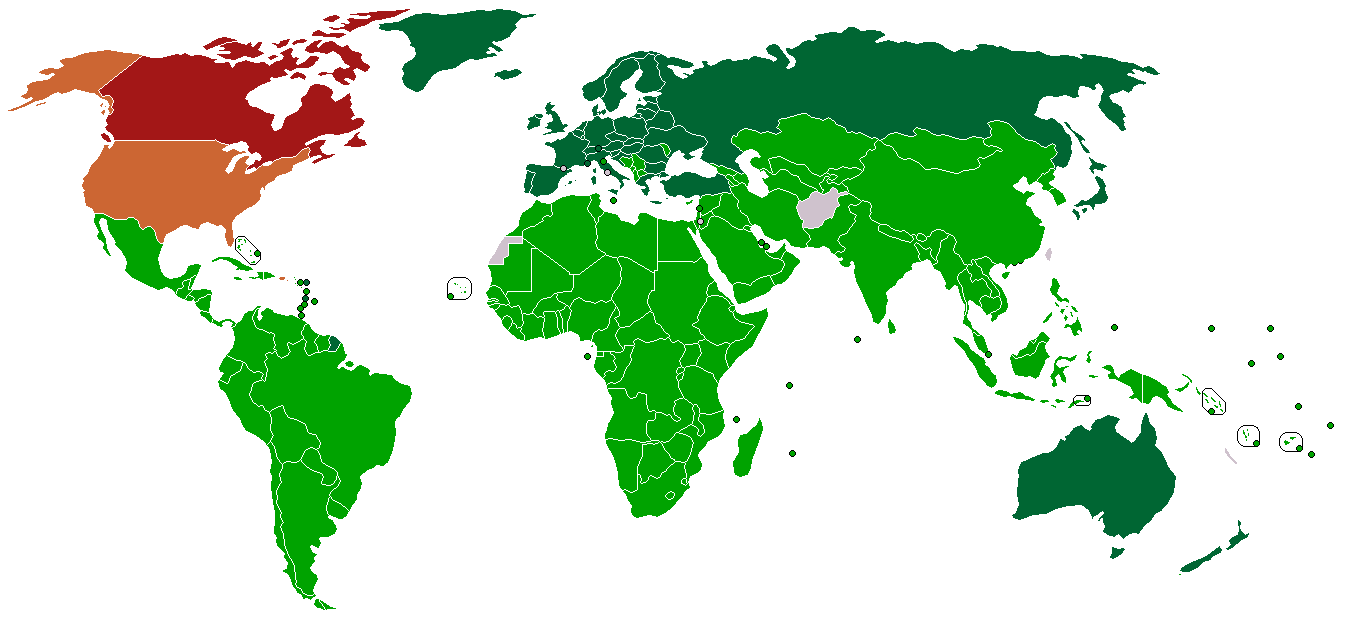
A Kiotói jegyzőkönyvet aláíró országok: a zölddel jelölt országok már ratifikálták, a barna színűek még nem tűzték napirendre a ratifikálást

Az éghajlattudósok egyetértenek abban, hogy a növekvő globális klímaváltozás nemzeteket, államokat, vállalatokat és egyéneket késztet arra, hogy radikális intézkedésekkel csökkentsék a hatásokat (üvegházhatású gázok emissziójának csökkentése) és felkészüljenek az alkalmazkodásra is. Sok környezeti csoport bátorít egyéni lépéseket is a globális felmelegedés ellen. Az 1992-es ENSZ éghajlatváltozási Keretegyezménye (United Nations Framework Convention on Climate Change, UNFCCC) globális intézményi kereteket biztosít az éghajlatváltozás kezelésére, a célok megfogalmazására. A keretegyezményt kiegészítő Kiotói jegyzőkönyvben az aláíró fejlett országok vállalták, hogy üvegházgáz-kibocsátásukkat átlagosan 5,8%-kal csökkentik 2012-ig. „Az éghajlatváltozás a legsúlyosabb probléma, amivel napjainkban szembe kell néznünk – még a terrorizmusnál is komolyabb fenyegetés” – állítja David A. King, a brit kormány tudományos főtanácsadója.

### Korábbi lépések
A globális felmelegedés gyorsulásáról már 1952-ben bizonyítékok álltak a rendelkezésünkre. 1972 júniusában Stockholmban első alkalommal szervezett az ENSZ konferenciát az emberi környezet megóvása érdekében. A konferencián napirendre került az üvegházhatású gázok emissziójának és a légköri aeroszolterhelés csökkentésének kérdése. A résztvevők döntöttek egy környezetvédelemmel foglalkozó ENSZ-program, az UNEP elindításáról. Továbbá javaslatot tettek arra, hogy a Tudományos Uniók Nemzetközi Tanácsa (ICSU) és a Meteorológiai Világszövetség (WMO) együttműködésével létrejött terv, a Globális Légkörkutatási Program (GARP) keretében foglalkozzanak az éghajlati folyamatok behatóbb tanulmányozásával. A GARP irányító testülete 1974 novemberében Budapesten tartott ülésén elhatározta egy klímadinamikai alapprogram létrehozását, valamint ismertette az elvégzendő feladatokat. A WMO 1979-ben megrendezte az első Globális Éghajlati Konferenciát, ahol felhívást intézett az országok kormányaihoz, hogy „előzzék meg az ember előidézte éghajlatváltozás negatív hatásait, illetve készüljenek fel rájuk”. Hat évvel később, az ausztriai Villachban megtartott konferencián valamennyi üvegházhatású gázt bevonták a globális felmelegedés értékelésébe. Ezt követően született egy becslés, miszerint a légkörben lévő üvegházhatású gázok száma 2030-ra megkétszereződik. Egyre sürgetőbbé vált az éghajlati válság elkerülésére törekvő nemzetközi együttműködés. A kérdéskörrel párhuzamosan haladt az ózonlyukak feltérképezése, növekedésük nyomon követése és problémáira való megoldások kidolgozása, mellyekkel többek között a montréali jegyzőkönyv is hivatott volt foglalkozni.

### Az IPCC és jelentései

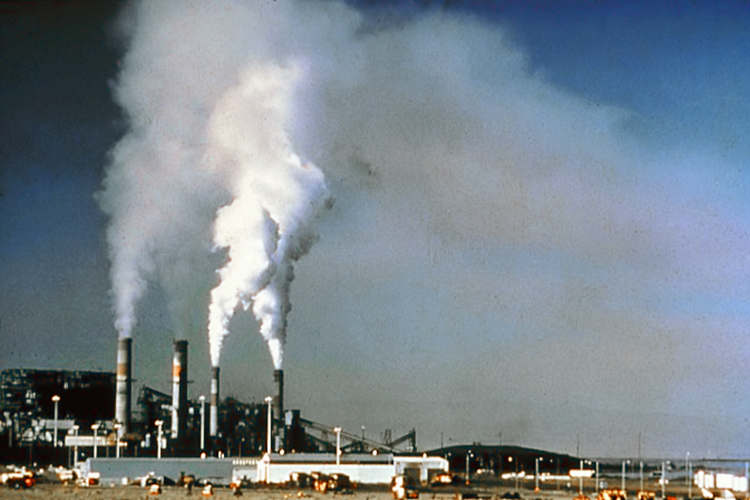
Légszennyező hőerőmű Mexikóban

A WMO és az UNEP 1988-ban létrehozta az éghajlatváltozás kérdéseivel foglalkozó kormányközi testületet, az IPCC-t. A testület 3 fő témakörben készít átfogó elemzéseket:
1. Értékeli és rendszerezi a globális felmelegedés kiváltó okairól rendelkezésünkre álló tudományos ismereteket.
2. Elemzi az éghajlatváltozás következményeit a környezetre és a gazdaságra nézve.
3. Áttekinti és értékeli a szükséges és lehetséges válaszstratégiákat.

Az IPCC tudósok százainak munkáját koordinálja, és három munkacsoportot szervezett egy-egy feladattal. A munkacsoportok időnként részletes helyzetértékelő jelentést adnak ki, az elsőt 1990-ben, a másodikat 1996-ban, a harmadikat 2001-ben. Ezt röviden TAR-nak nevezik (Third Assessment Report of the Intergovernmental Panel on Climate Change). A jelentések hitelességét két körülmény is erősíti. Egyrészt nemzetközileg elismert kutatókat kérnek fel ezek megírására, másrészt a világ legfejlettebb kutatóintézeteiből (például Max Planck Institut, Németország; Hadley Centre, Egyesült Királyság; NCAR, USA; CSIRO, Ausztrália) érkeznek a kutatási eredmények. A jelentéseket szakértőkkel ellenőriztetik, majd döntéshozó politikusokat kérnek fel. Az IPCC Első Értékelő Jelentése után a WMO és az UNEP között tárgyalások kezdődtek az ENSZ Éghajlatváltozási Keretegyezményről, amit azután 1992-ben Rio de Janeiróban, az ENSZ Környezeti és Fejlődési Konferenciáján írtak alá. A második Értékelő Jelentés hozzájárult az ENSZ Éghajlatváltozási Keretegyezmény Kiotói Jegyzőkönyvének megszületéséhez (1997). A 2001 szeptemberében kiadott Harmadik Értékelő Jelentésben az IPCC megállapította, hogy a korábbinál erősebb bizonyítékok szólnak amellett, hogy a XX. század második felében tapasztalt felmelegedés oka emberi tevékenységben keresendő. Míg a Második Értékelő Jelentés kicsit enyhített a korábbi prognózison, addig a Harmadik Értékelő Jelentés ismét vészterhesebbnek mutatta a jövőt. Ennek elsősorban az az oka, – amire csak a későbbi kutatások mutattak rá – hogy a Második Értékelő Jelentés túlértékelte a légköri aeroszolok hűtő hatását. A légköri szén-dioxid koncentráció, és ebből következően a sugárzási mérleg változása és a globális felmelegedés is erőteljesebbnek mutatkozik. Ugyanakkor a tengerszint emelkedésének prognózisa – a várható erősebb melegedés ellenére is – kedvezően alakult. Ennek az az oka, hogy az újabb modellek jóslatai szerint a szárazföldi jég és a gleccserek olvadása kevésbé emeli a vízszintet. A Harmadik Értékelő Jelentésben szélesebb lett a becslések bizonytalansági sávja, aminek csökkentése a 2007 májusában kiadott Negyedik Értékelő Jelentésben kiemelten fontos téma volt. A korábbinál nagyobb figyelmet fordítottak arra, hogy a globális felmelegedés és a hatásai és a szükséges intézkedések terén egyforma súllyal kezeljék a Föld minden egyes régióját. Fontosnak tartják a környezeti, illetve gazdasági nehézségekkel többszörösen sújtott térségek és ágazatok felismerését. A Negyedik Jelentés központi problémája az ivóvíz kérdése

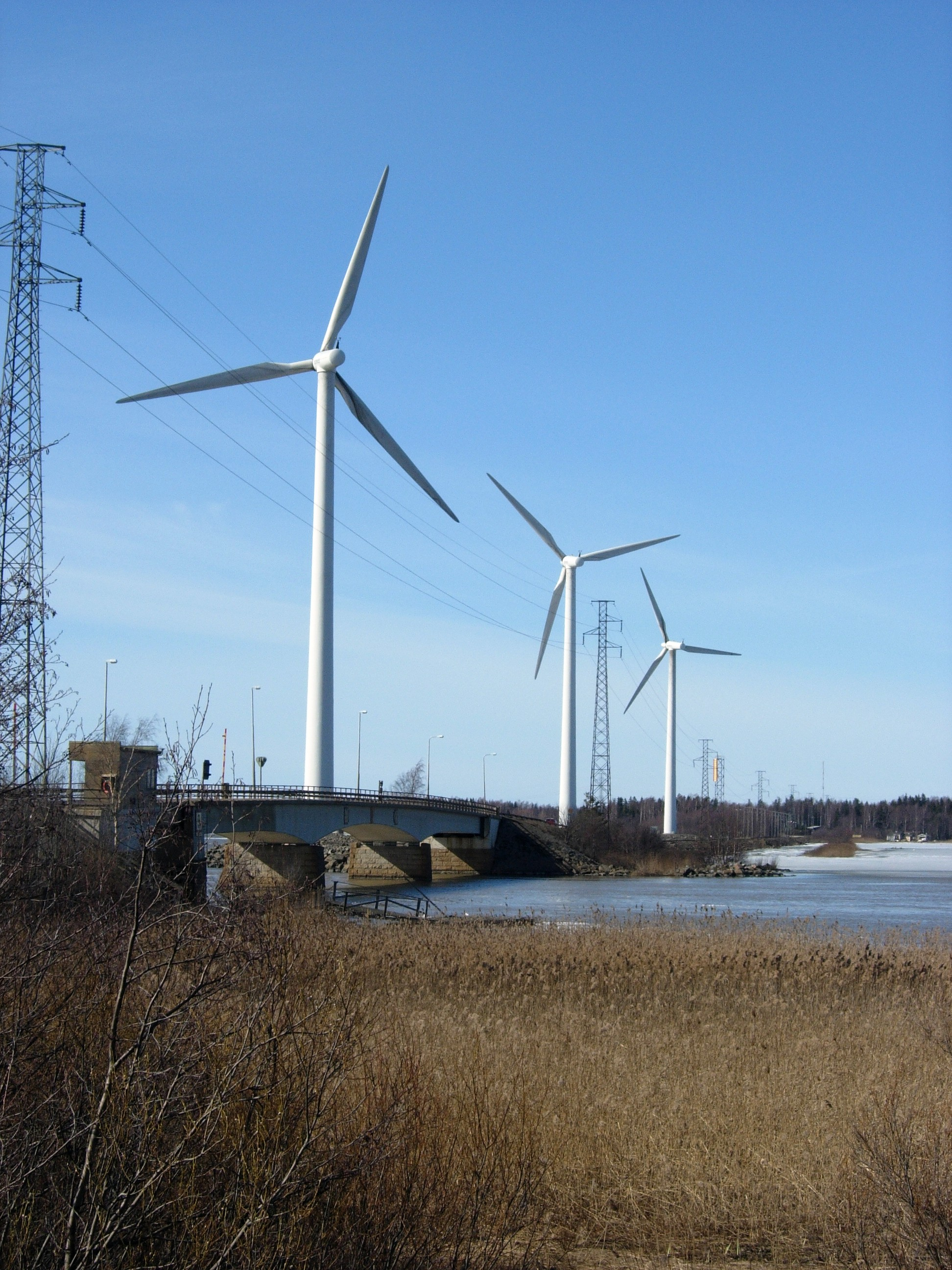
Szélerőművek Finnországban – egy lehetséges út a fenntartható fejlődés felé

### Hogyan mérsékeljük az éghajlat további változását?

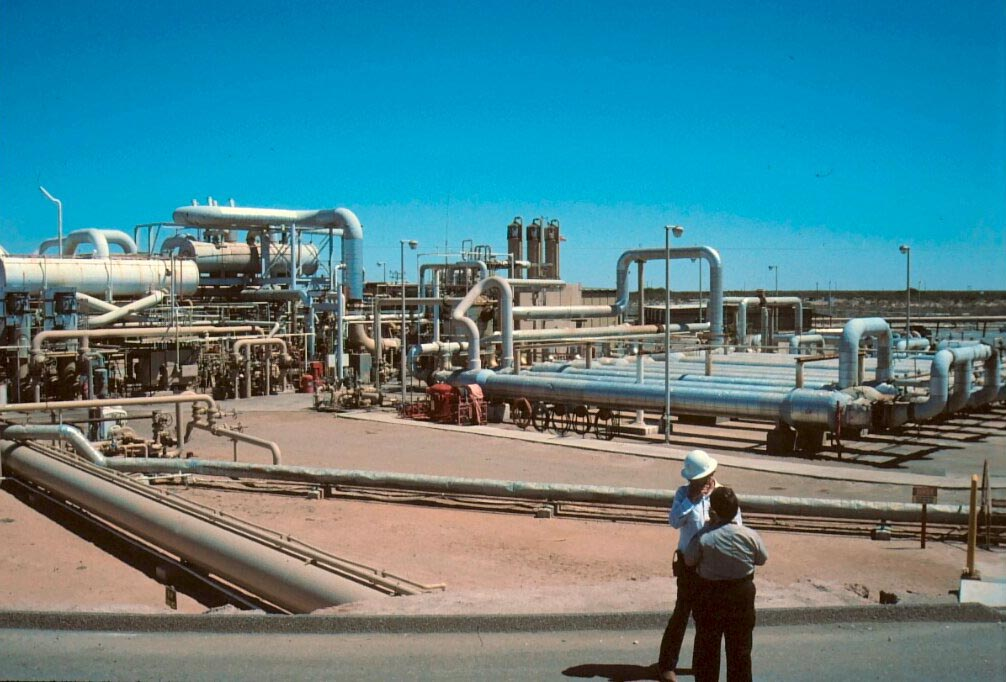
Geotermikus hőerőmű Kaliforniában

Az éghajlatváltozás megállításának egyetlen módja az üvegházgáz-kibocsátások radikális csökkentése. A vélemények megoszlanak arról, hogy milyen mértékű csökkentésre van szükség és milyen gyorsan. Az EU állam- és kormányfőinek találkozója, az Európai Tanács 2007. márciusi 8-9-ei ülésén úgy határozott, hogy 2020-ig 20%-kal kell csökkenteni az üvegházgázok kibocsátását az 1990-es szinthez képest. Ezt a célkitűzést kiegészítette azzal, hogy a csökkentés mértékét hajlandó 30%-ra növelni, ha a többi fejlett ország (elsősorban az USA) és a gazdagabb fejlődő országok is arányos csökkentéseket vállalnak.
Az üvegházgázok elsősorban a fosszilis tüzelőanyagok, azaz a szén, a kőolaj és a földgáz elégetése során keletkeznek, ezért a mérséklés fő eszköze az ilyen tüzelőanyagok fogyasztásának csökkentése, vagy azok kiváltása megújuló energiaforrásokkal.
További fontos üvegházgáz-forrás a mezőgazdaság, amely jelentős mennyiségű metánt bocsát ki, illetve az erdőirtás, amelynek során a földi növényzet által megkötött szén-dioxid a légkörbe kerül.
Gyulai Iván megközelítése szerint nem elegendő a gázok kibocsátását szabályozni, mert a klímaváltozás csak egy okozat. E helyett az éghajlatváltozás ok-okozati hálózatát kell először felfejteni. Gyulai a termelés-fogyasztás szerkezetétől eljut azok társadalmi beágyazottságáig és az ezt alátámasztó értékrendszer bírálatáig. Szerinte elsősorban ezt: az értékrendet kell megváltoztatni, amely új viselkedésformát, új technikai megoldásokat eredményez. Az emberi társadalom megbomlott környezeti viszonyának rendezése nélkül, a pusztán technikai jellegű megoldásjavaslatok, a hozzáadódó felhasznált energia és anyag miatt, vagy mert adott szennyezést pusztán más szennyezéstípusba fordítják át, nem jelentenek megoldást, sőt tovább növelik a problémát.
Napjainkban egyre elterjedtebb a nagyobb városokban a zöldteraszok és zöldterek kialakítása, az épített környezetbe a zöldfelületek beágyazása, így végső soron a települések visszakapcsolása az ökoszisztémába. Gyakorta emelt ágyás elemekkel és rendszerekkel alakítanak ki zöld területeket akár kisebb területeken is. Ennek a gyakorlatnak pozitív hatásai közé tartozik többek között az élővilág számára biztosított lakóhely, a levegő minőségének javulása, illetve a városokban a hőmérséklet csökkenése is.

## A globális felmelegedés kutatása

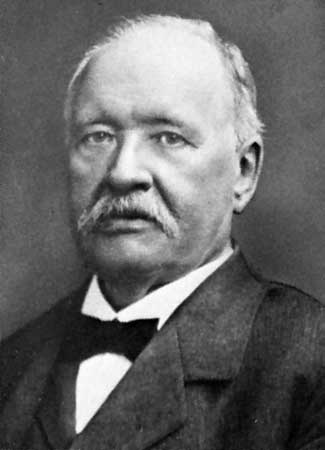
Svante Arrhenius, a globális felmelegedés elméletének megalkotója

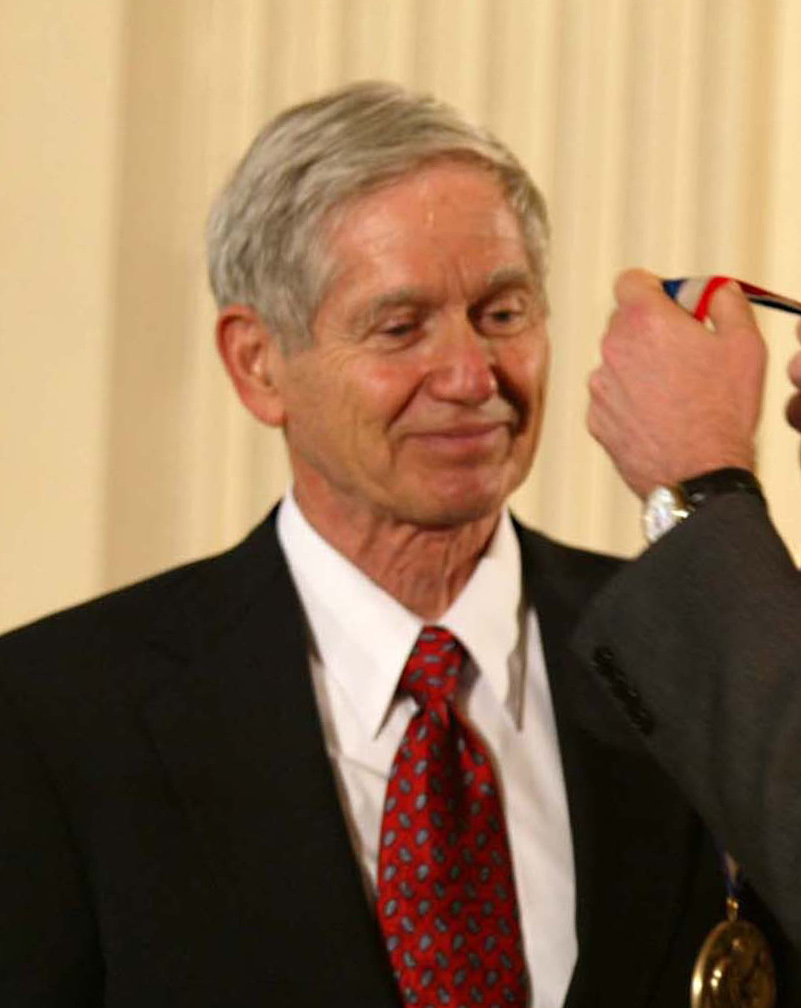
Charles Keeling, aki először hívta fel a világ figyelmét az üvegházhatásra és a globális felmelegedésre

Az üvegházhatás és a klímaváltozás közötti összefüggést először Svante Arrhenius svéd kémikus írta le 1896-ban. Arrhenius volt az első, aki a fizikai kémia alapelveit használta annak becslésére, hogy a légköri szén-dioxid növekedése milyen mértékben felelős a Föld növekvő felszíni hőmérsékletéért.
Az első komolyabb klímakutatások az 1950-es években kezdődtek. 2007 márciusától 2009-ig a „nemzetközi sarki év” keretében 66 nemzet közel 55 000 tudósa végez komplex kutatásokat a sarkvidékeken. A Kanada és Szibéria közötti jégpáncélt Zeppelin léghajóval fogják vizsgálni. Christian Haas klímakutató célja egy átfogó térkép készítése a kanadai partoknál lévő jégolvadásokról.
Az 1960-as években Charles Keeling bebizonyította, hogy az emberi eredetű szén-dioxid-kibocsátás mennyisége elegendő ahhoz, hogy globális felmelegedést okozzon.
Al Gore Nobel-békedíjas aktivista az 1992-es Mérlegen a Föld, a 2006-os Kellemetlen igazság könyve után 2008-ban jelenik meg a The Path to Survival műve. Al Gore a Szövetség az Éghajlat Védelméért, a Current TV alapítója. Előbbi a felmelegedés elleni küzdelem anyagi támogatója, utóbbi az egyik fóruma. The Climate Project keretén belül oktatókat képzett ki a témával kapcsolatban amerikában. 2007-ben a Live Earth koncertsorozatával koncentrálta a köz figyelmét a válságra. James Hansen klimatológussal sokat dolgozott.
Magyarországi kutatások
Magyarországon az Eötvös Loránd Tudományegyetem Természettudományi Karának Meteorológiai Tanszéke, a Pécsi Tudományegyetem, az Env-In-Cent Környezetvédelmi Tanácsadó Iroda Kft. és az Országos Meteorológiai Szolgálat (OMSZ) foglalkozik a felmelegedés problémájával.
Kapcsolódó tudományterületek
A klimatológia elméleti ágai, illetve a klimatológiával rokon kutatási területek:
- Klimatográfia. Célja a matematikai statisztika módszereire támaszkodva magyarázatot adni az éghajlat viselkedésére.
- Klímadinamika. Célja a matematikai fizika módszereit felhasználva magyarázatot adni az éghajlat viselkedésének okaira.
- Paleoklimatológia (őséghajlattan). Célja az egyes földtörténeti korok és területek állat- és növényvilágából, talajfajtáiból és más tanújelekből következtetni az akkori éghajlatra.
- Paleontológia (őslénytan). Célja a történelemelőtti életformák tanulmányozásának tudománya fosszíliák felhasználásával.

## A Kiotói jegyzőkönyv
A kiotói jegyzőkönyv az ENSZ éghajlatváltozási keretegyezményének (UNFCCC) kiegészítő jegyzőkönyve, melyet 1997. december 11-én Kiotóban fogadtak el. A jegyzőkönyvet ratifikált országok azt vállalták, hogy 2008-2012-es időszakra csökkentik az üvegházhatású gázok kibocsátását. Egyedül az Egyesült Államok nem írta alá a jegyzőkönyvet.

## A koppenhágai konferencia
2009 decemberében Koppenhágában az ENSZ éghajlatváltozási keretegyezmény konferenciáján összegyűltek a világ vezetői, hogy megtárgyalják, milyen módon és arányban tudnák csökkenteni a globális szén-dioxid-kibocsátást. A konferencia presszionálására a városban a tanácskozás ideje alatt a környezetvédő szervezetek és zöld pártok (a magyarok közül a Védegylet, a Greenpeace Magyarország, a Magyar Természetvédők Szövetsége és a Lehet Más a Politika párt) folyamatos tüntetéseket szerveztek. A tiltakozások támogatására a világ számos országában szerveztek megmozdulásokat, ilyen a budapesti Hősök terén megtartott performansz is.

### Kapcsolódó honlapok
- klímaváltozásról naponta (greenfo.hu)
- Megfékezhetjük a klímaváltozást (2007. május 4.)
- Nemzeti Éghajlatváltozási Stratégia épített környezeti fejezetének társadalmi vitaanyaga (2007. június 4.)
- Origo: Igazából most mérték meg először, hogyan fűtjük a Földet (2015. február 26.)
- Globális felmelegedés: közérthető összefoglaló/
- A szén-dioxid melegíti a troposzférát, hűti a sztratoszférát (magyar)
- Az éghajlatváltozás kérdéseivel foglalkozó kormányközi testület (International Panel on Climate Change – IPCC) honlapja (angol)
- Globális felmelegedés és atomenergia, Fizikai Szemle, 1999/6. 237. o. (magyar)
- Megoldási javaslatok a globális felmelegedésre (2007. március 19.) (magyar)
- A Sulinet globális felmelegedéssel foglalkozó cikke (magyar)
- Elsötétült az Eiffel-torony, meleg évek jönnek – Stöckert Gábor cikke az IPCC 2007-es jelentéséről az index.hu-n.
- Globális felmelegedés, klímaváltozás A klímaváltozás okai, következményei és amit tehetünk ellene (magyar).